# برلین
بِرلین یا بِرلَن (آلمانی: [bɛʁˈli:n] ()) پایتخت و بزرگ‌ترین شهر جمهوری فدرال آلمان از نظر وسعت و جمعیت است. این شهر با بیش از ۳٫۸۵ میلیون نفر جمعیت، پرجمعیت‌ترین شهر اتحادیه اروپا بر اساس جمعیت درون محدودهٔ شهری محسوب می‌شود. برلین یکی از ایالت‌های آلمان به‌شمار می‌رود و توسط ایالت براندنبورگ محصور شده و پوتسدام، پایتخت براندنبورگ، در نزدیکی آن قرار دارد. منطقهٔ شهری برلین حدود ۴٫۵ میلیون نفر جمعیت دارد و بنابراین پرجمعیت‌ترین منطقه شهری در آلمان است. منطقه کلان‌شهری برلین/براندنبورگ حدود ۶٫۲ میلیون نفر جمعیت دارد و پس از منطقه کلان‌شهری راین-رور، دومین منطقهٔ بزرگ کلانشهری آلمان و ششمین منطقهٔ بزرگ کلانشهری از نظر تولید ناخالص داخلی در اتحادیه اروپا محسوب می‌شود.
برلین در امتداد رودخانهٔ شپری ساخته شده است که در غرب شهر در محلهٔ شپانداو به هافل می‌ریزد. این شهر دارای دریاچه‌هایی در محله‌های غربی و جنوب شرقی است که بزرگ‌ترین آن‌ها موگل‌زی است. حدود یک سوم از وسعت شهر از جنگل‌ها، پارک‌ها و باغ‌ها، رودخانه‌ها، کانال‌ها و دریاچه‌ها تشکیل شده است.
اولین سند تاریخی از برلین به قرن سیزدهم برمی‌گردد و این شهر بر سر دو مسیر مهم تجاری تاریخی قرار داشته است. برلین به ترتیب پایتخت مارگراف‌نشین براندنبورگ (۱۴۱۷–۱۷۰۱)، پادشاهی پروس (۱۷۰۱–۱۹۱۸)، امپراتوری آلمان (۱۸۷۱–۱۹۱۸)، جمهوری وایمار (۱۹۱۹–۱۹۳۳) و آلمان نازی (۱۹۳۳–۱۹۴۵) بوده است. برلین در طول عصر روشنگری، نئوکلاسیسیسم و انقلاب‌های ۱۸۴۸–۱۸۴۹ آلمان قطبی علمی، هنری و فلسفی بوده است. در طی دورهٔ گروئندرتسایت، رونق اقتصادی ناشی از صنعتی‌سازی باعث افزایش سریع جمعیت در برلین شد. برلین دهه ۱۹۲۰ سومین شهر بزرگ جهان از نظر جمعیت بود.
برلین بعد از جنگ جهانی دوم و به دنبال اشغال شهر، به وسیلهٔ دیوار برلین به دو بخش برلین غربی و برلین شرقی تقسیم شد. برلین شرقی پایتخت آلمان شرقی بود و پس از وحدت آلمان در سال ۱۹۹۰، برلین بار دیگر پایتخت کل آلمان شد.
اقتصاد برلین بر فناوری پیشرفته و بخش خدمات متکی است که طیف گسترده‌ای از صنایع خلاق، استارت آپ‌ها، مراکز تحقیقاتی و شرکت‌های رسانه‌ای را در بر می‌گیرد. برلین به عنوان قطب حمل و نقل هوایی و ریلی قاره عمل می‌کند و دارای شبکهٔ حمل و نقل عمومی پیچیده‌ای است. گردشگری در برلین این شهر را به یک مقصد جهانی محبوب تبدیل کرده است. صنایع مهم شامل فناوری اطلاعات، مراقبت از سلامت، مهندسی پزشکی، زیست‌فناوری، صنعت خودروسازی و الکترونیک هستند.
برلین چندین دانشگاه از جمله دانشگاه هومبولت برلین، دانشگاه فنی برلین و دانشگاه آزاد برلین را در خود جای داده است. باغ‌وحش برلین پربازدیدترین باغ وحش در اروپا است. استودیو بابلسبرگ اولین مجموعه استودیوی فیلمبرداری بزرگ در جهان است و فیلم‌های بسیاری در برلین ساخته شده‌اند.
برلین همچنین دارای سه مکان در فهرست میراث جهانی یونسکو است: جزیره موزه، کاخ‌ها و پارک‌های پوتسدام و برلین و ساختمان‌های مسکونی مدرنیسم برلین. از دیگر بناهای تاریخی می‌توان به دروازه براندنبورگ، ساختمان رایشس‌تاگ، پوتسدامر پلاتس، یادبود یهودیان کشته‌شدهٔ اروپا و یادبود دیوار برلین اشاره کرد. برلین موزه‌ها، گالری‌ها و کتابخانه‌های متعددی دارد.

## تاریخ
بسیاری از رویدادهای تاریخی آلمان در این شهر رخ داده‌اند. پس از دوران نازی‌ها و پایان یافتن جنگ دوم جهانی، این خطه بین چهار قدرت بزرگ جهان، آمریکا، فرانسه، بریتانیا و اتحاد جماهیر شوروی تقسیم شد. در سال ۱۹۶۱ سرانجام جدایی دو بخش از آلمان با ساختن دیوار در برلین قطعی شد. تا ۹ نوامبر سال ۱۹۸۹ و انقلاب صلح‌آمیز مردم آلمان شرقی، این دیوار هم‌چنان برقرار بود. یک سال پس از آن، دو آلمان به‌طور رسمی متحد شدند.
پس از اتحاد دوباره آلمان گفتگو بر سر انتقال پایتخت از بن به برلین آغاز شد. در ۲۰ ژوئن ۱۹۹۱ در بوندستاگ در یک رای‌گیری ۳۲۰ نماینده به بن و ۳۳۷ نماینده به برلین رای دادند.

## جغرافیا
برلین پایتخت کشور آلمان و بزرگ‌ترین شهر، هم از لحاظ جمعیت و هم از لحاظ مساحت در این کشور است و در کل اتحادیه اروپا مقام دوم را دارد. مساحت آن ۸۹۹ کیلومتر مربع است و این شهر ۳۸ کیلومتر از شمال به جنوب و ۴۵ کیلومتر از شرق به غرب امتداد یافته است. میانگین ارتفاع آن از سطح دریا ۳۴ متر ثبت شده. بلندترین ارتفاع این شهر (۱۱۵ متر) به دو تپه مصنوعی توفلسبرگ و ماگلبرگ مربوط می‌شود.

### آب و هوا
اقلیم برلین معتدل اقیانوسی است. در نتیجه، این شهر تابستان‌های معتدل و زمستان‌های به نسبت سردی دارد. دمای کمینهٔ بیشتر شب‌های زمستان زیر صفر است. هر ساله چندین روز در زمستان بارش برف اتفاق می‌افتد، اما به ندرت بارش برف سنگین گزارش می‌شود. هوای تابستان در کل مطبوع است و دمای روزانه بین ۲۰ تا ۲۵ درجه نوسان و ساعات شب حدود ۱۰ تا ۱۵ درجه نوسان دارد. البته چندین روز تابستان هوا به‌شدت گرم می‌شود و دما به بالای ۳۰ درجه می‌رسد.

## سیاست
هم‌اکنون برلین، پایتخت آلمان، مرکز دولت و مجلس فدرال این کشور است، هر چند که هنوز برخی از وزارت‌خانه‌ها، شعبه‌هایی نیز در شهر بن، پایتخت پیشین آلمان دارند. برلین همچنین یک شهر ایالتی است، یعنی یکی از ایالت‌های شانزده‌گانه آلمان نیز به‌شمار می‌آید.

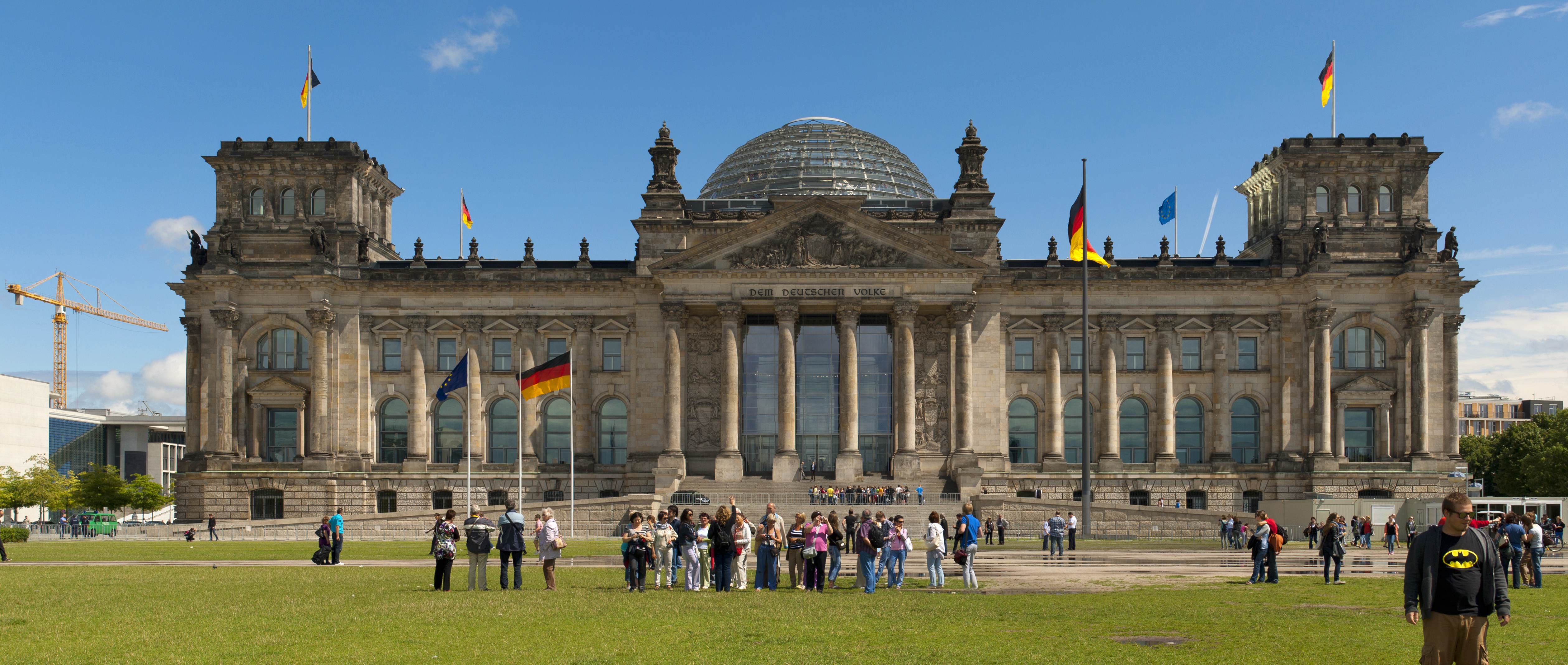
رایشستاگ، محل پارلمان مرکزی آلمان فدرال.
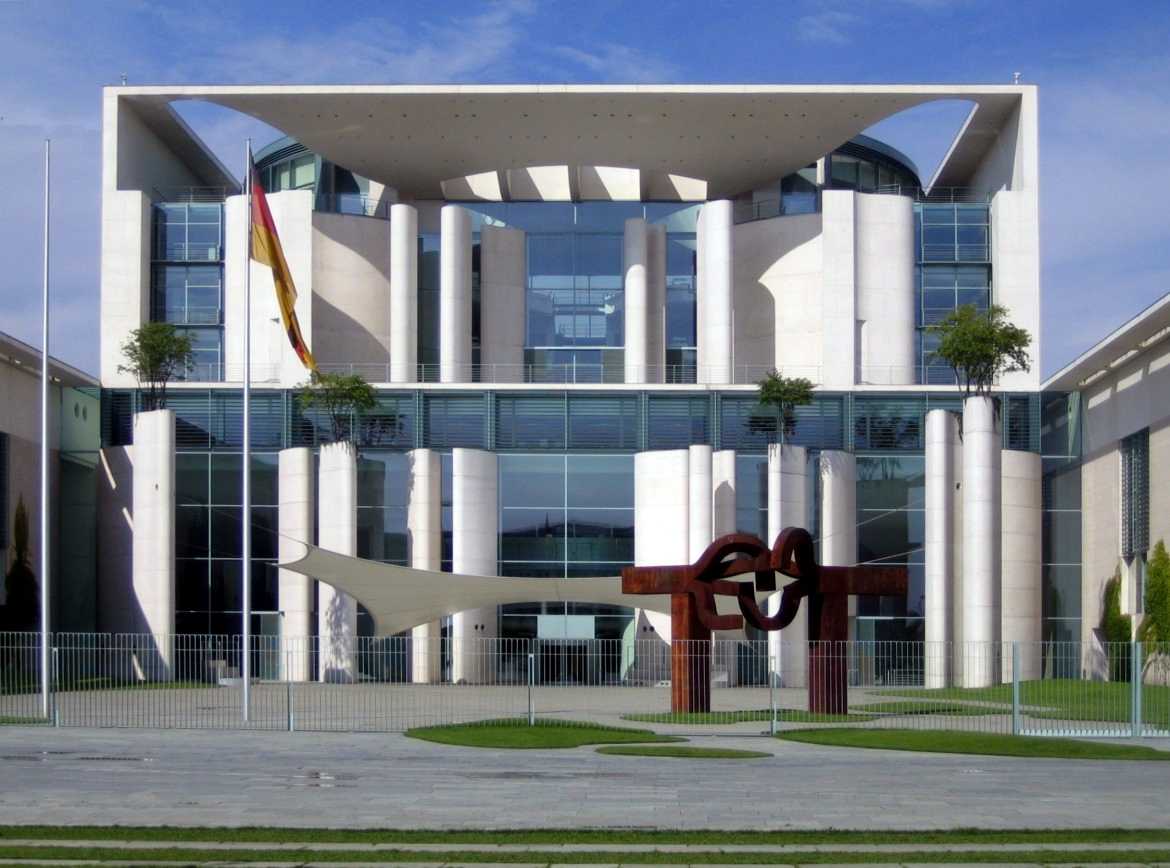
کاخ صدراعظم

### روابط جهانی

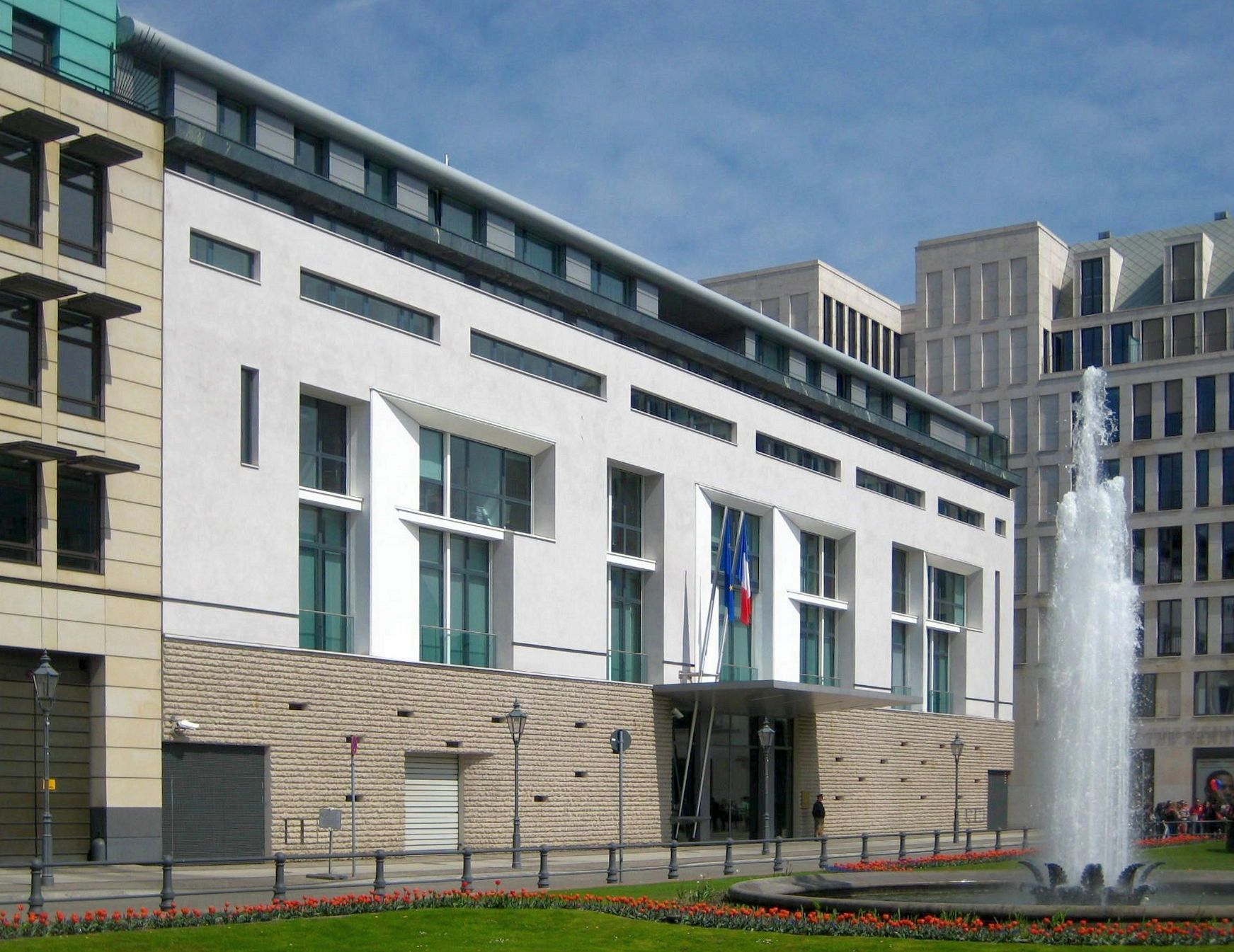
سفارت فرانسه در برلین
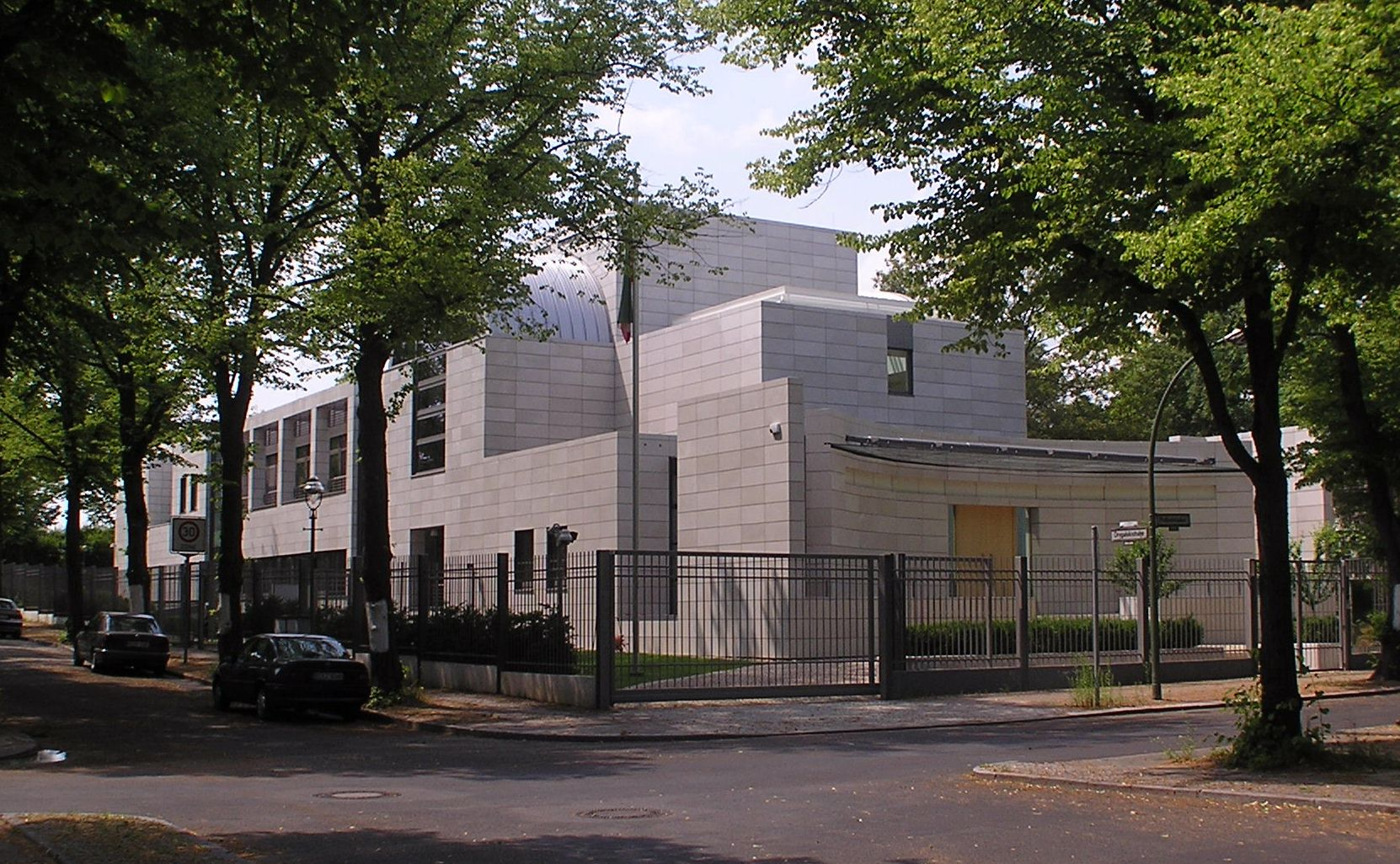
سفارت ایران در برلین
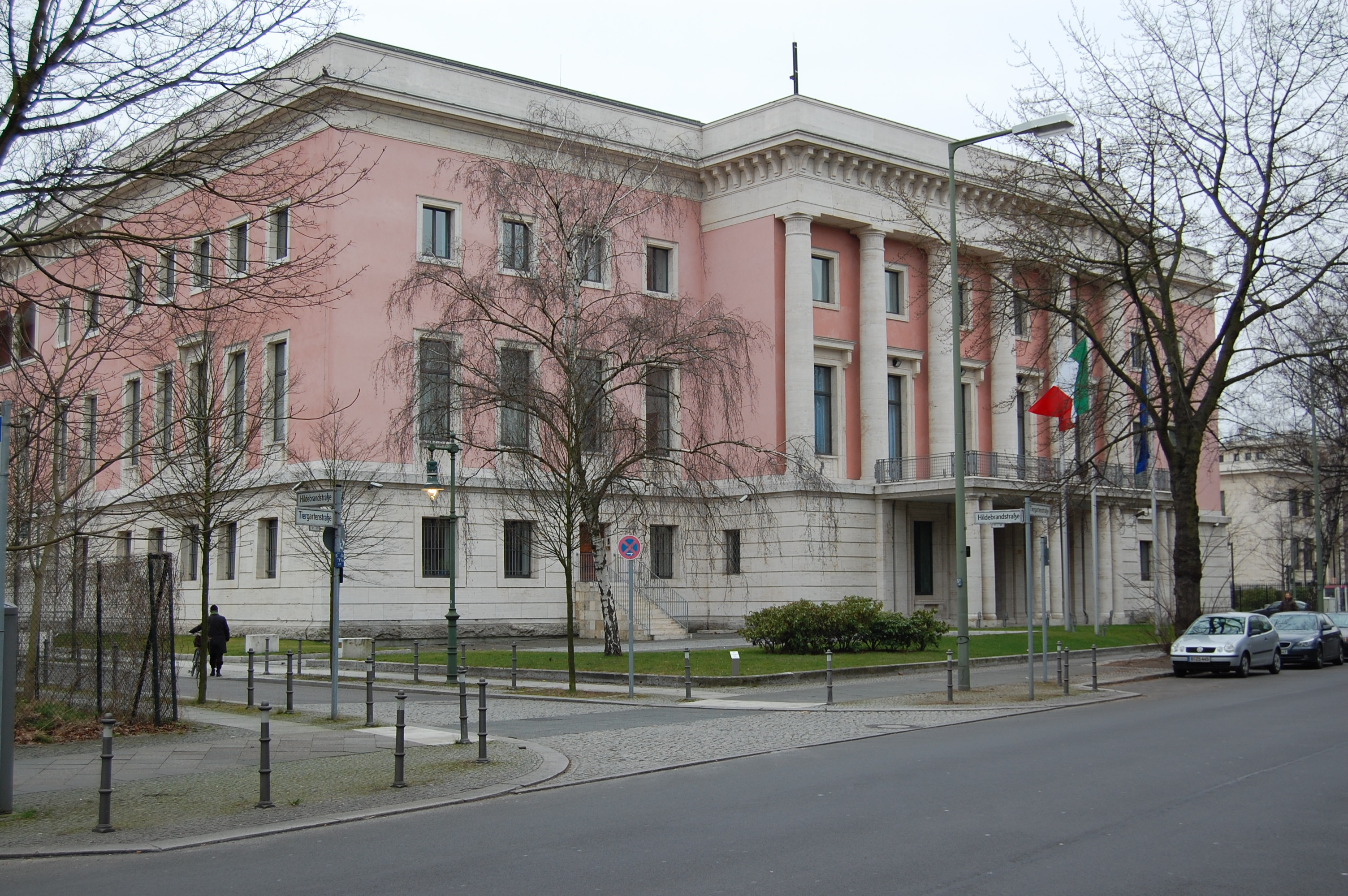
سفارت ایتالیا در برلین

### شهرهای خواهر
برلین امروزه دارای بیست شهر خواهر است:
| - ۱۹۶۷: لس آنجلس، ایالات متحده آمریکا - ۱۹۸۷: پاریس، فرانسه - ۱۹۸۸: مادرید، اسپانیا - ۱۹۸۹: استانبول، ترکیه - ۱۹۸۹: وین، اتریش - ۱۹۹۱: مسکو، روسیه - ۱۹۹۱: ورشو، لهستان - ۱۹۹۱: بوداپست، مجارستان - ۱۹۹۲: بروکسل، بلژیک | - ۱۹۹۳: جاکارتا، اندونزی - ۱۹۹۳: تاشکند، ازبکستان - ۱۹۹۳: مکزیکو سیتی، مکزیک - ۱۹۹۳: برن، سوییس - ۱۹۹۴: پکن، چین - ۱۹۹۴: توکیو، ژاپن - ۱۹۹۴: بوئنوس آیرس، آرژانتین - ۲۰۰۰: لندن، انگلستان - ۲۰۰۰: فادوتس، لیختن اشتاین - ۲۰۰۰: ویندهوک، نامیبیا |

### دادگاه

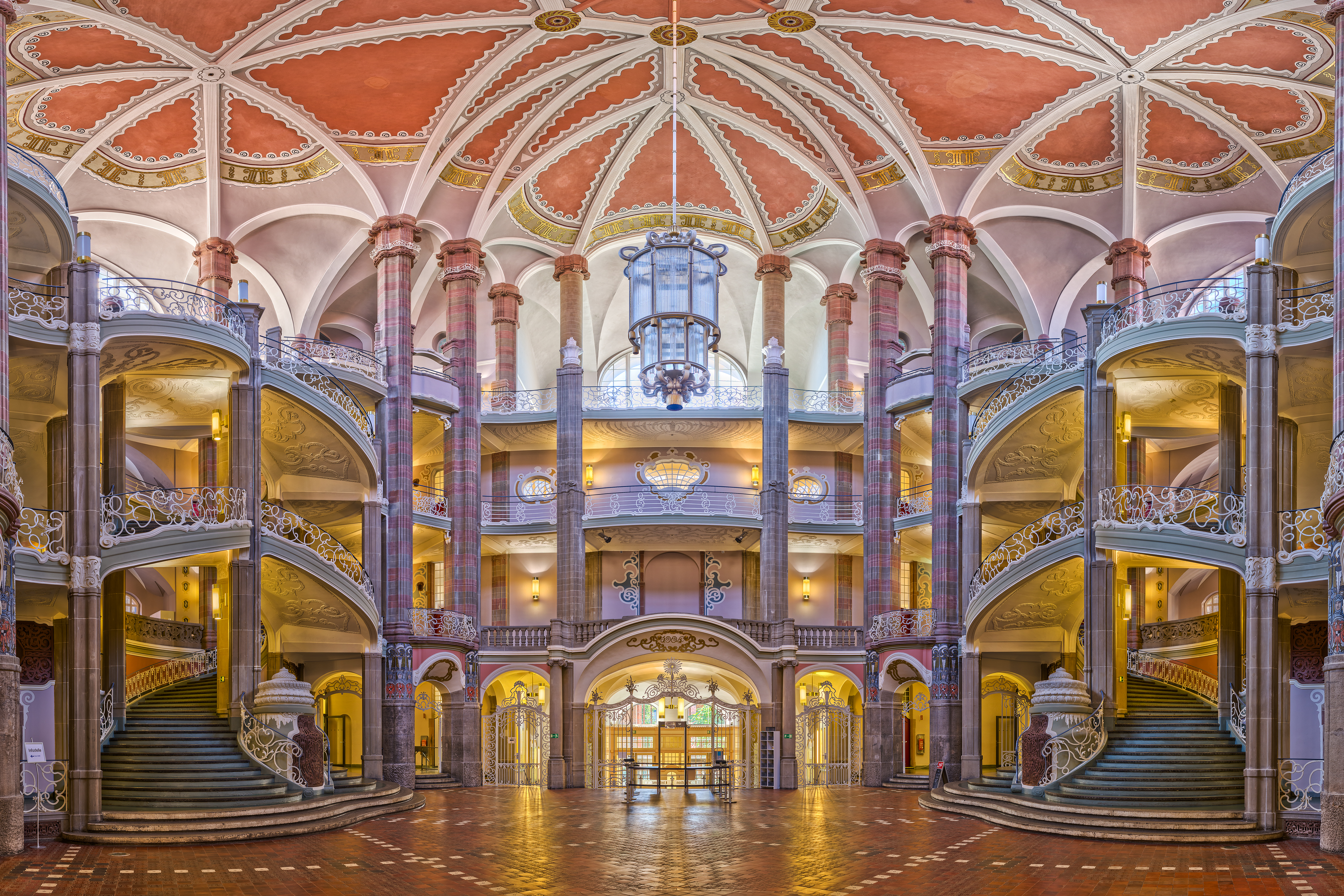
نگاره‌ای از سرسرای ورودی دادگاه منطقه‌ای برلین که
این بنا در دههٔ ۱۹۰۰ میلادی، ساخته‌شد.

## جمعیت‌شناسی
بیش از ۶۰ درصد از ساکنان برلین خود را به‌طور رسمی بدون وابستگی مذهبی یا بی‌دین ثبت کرده‌اند. بر اساس آمار سال ۲۰۱۰ نزدیک به ۳۰ درصد جمعیت برلین را مسیحیان (۱۸٫۷درصد پروتستان و ۹٫۱درصد کاتولیک و ۲٫۷درصد دیگر شاخه‌های مسیحیت) تشکیل می‌دهند. نزدیک به ۸٫۱درصد مسلمانان و همچنین نزدیک به یک درصد یهیودی و یک درصد به دیگر ادیان باور دارند.
مسجد برلین قدیمی‌ترین مسجد در برلین است که در محله ویلمرسدورف برلین واقع شده است. طراحی این مسجد توسط ک.اَ. هِرمان انجام و طی سال‌های ۱۹۲۴ تا ۱۹۲۸ ساخته شد.

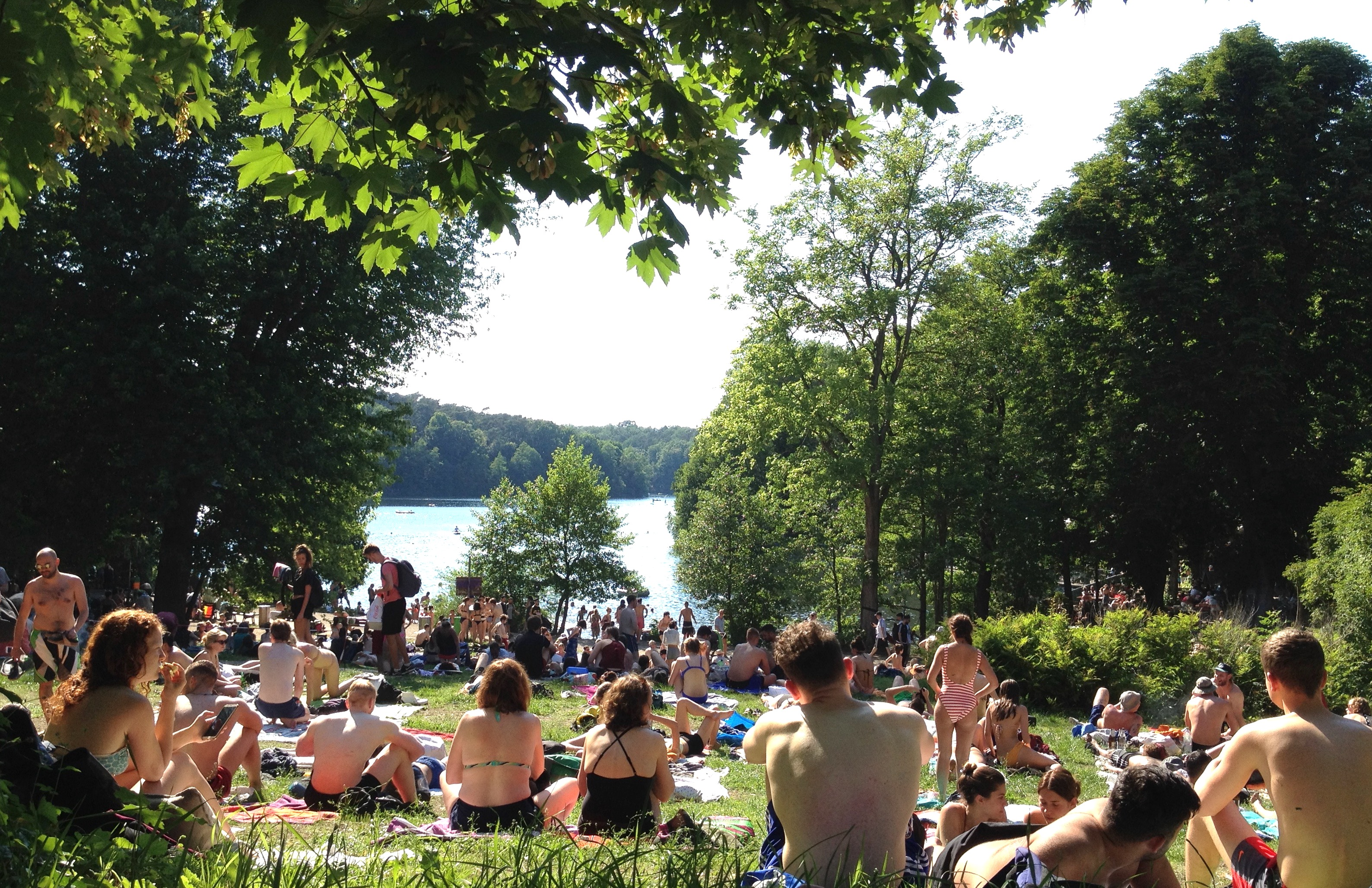
مردم در برلین
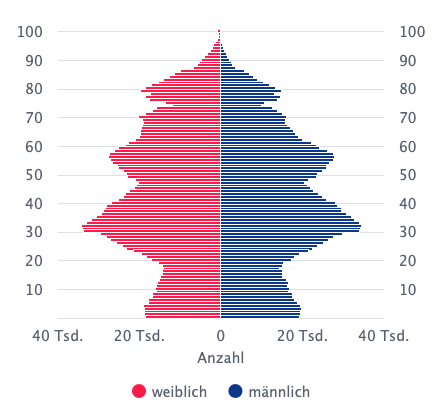
جمعیت‌شناسی (سن)
تراکم جمعیت

### زبان
آلمانی زبان اصلی شهر برلین است. اکثر افراد زیر ۴۰ سال در برلین قادر به صحبت به انگلیسی هستند. بعضی از آلمانی‌ها با زبان‌های فرانسوی و روسی آشنایی دارند، زیرا فرانسوی در غرب و روسی در شرق برلین تدریس می‌شده‌اند.

## اقتصاد
از شهروندانی که در این شهر آماده به کار هستند؛ نزدیک به ۵۰ درصد در مراکز وابسته به صنایع مختلف مشغول به کارند. ۱۵درصد از طریق دادوستد روزگار می‌گذرانند، ۱۳درصد در صنعت و ۱۲ درصد در ادارات دولتی کار می‌کنند.
از دیگر بخش‌های بزرگ صنعتی که دستی در اقتصاد این شهر دارند، می‌توان صنایع مکانیک، خودروسازی، شیمی، مواد غذایی، فروشگاه‌های آنلاین، عمران و ساخت و ساز، ترابری، بیوتکنولوژی، محیط زیست، هتل‌داری، مهندسی پزشکی و پژوهش و فناوری را نام برد.
در سال ۲۰۱۵ تولید ناخالص داخلی (GDP) برلین به ۱۲۴ میلیارد یورو رسید که در مقایسه به سال پیش ۵/۴ درصد رشد داشته است. خدمات بخش عمده بازار کار برلین را در دست دارد و در نوامبر ۲۰۱۵ آمار بیکاری به ۱۰ درصد رسید. در بین سال‌های ۲۰۱۲ تا ۲۰۱۵ در برلین بیش از ۱۳۰ هزار شغل ایجاد شده است. در سال ۲۰۱۸ این رقم به عدد ۱۴۷ میلیارد یورو رسید.
پژوهش و توسعه نیز سهم عمده‌ای در اقتصاد برلین دارد. شرکت‌های بزرگی همچون فولکس‌واگن، فایزر، و SAP آزمایشگاه‌های نوآوری خود را به برلین منتقل کرده و در پارک فناوری و تجارت آدلر سهوف که بزرگ‌ترین پارک فناوری از نظر درآمد در آلمان است، مستقر شده‌اند. در منطقه اقتصادی اروپا برلین به مرکزی برای انتقال شرکت‌ها و همچنین سرمایه‌گذاری بین‌المللی تبدیل شده است.
مایشگاه ایفا (IFA) یکی از قدیمی‌ترین نمایشگاه‌های صنعتی در آلمان است.

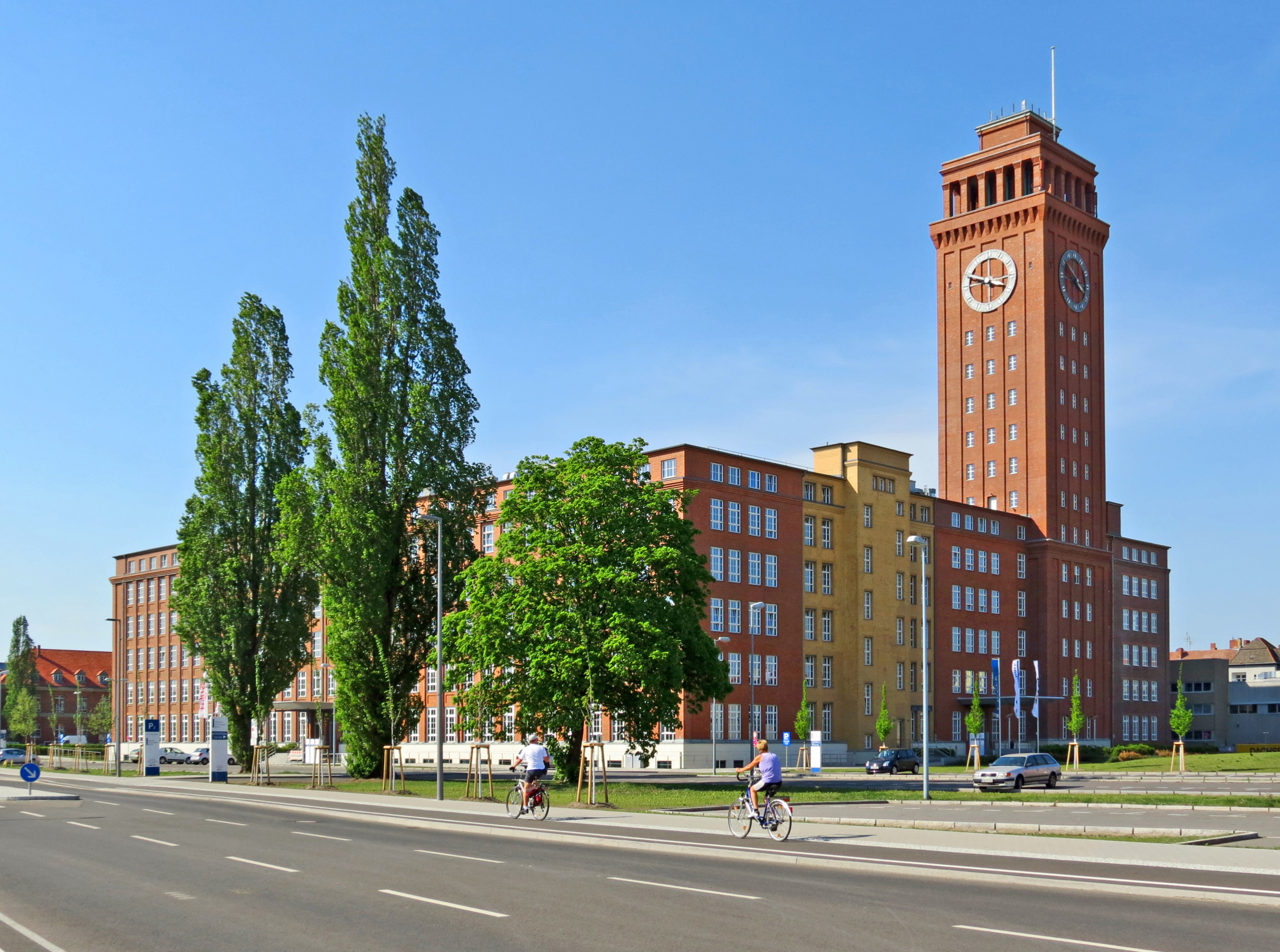
زیمنس
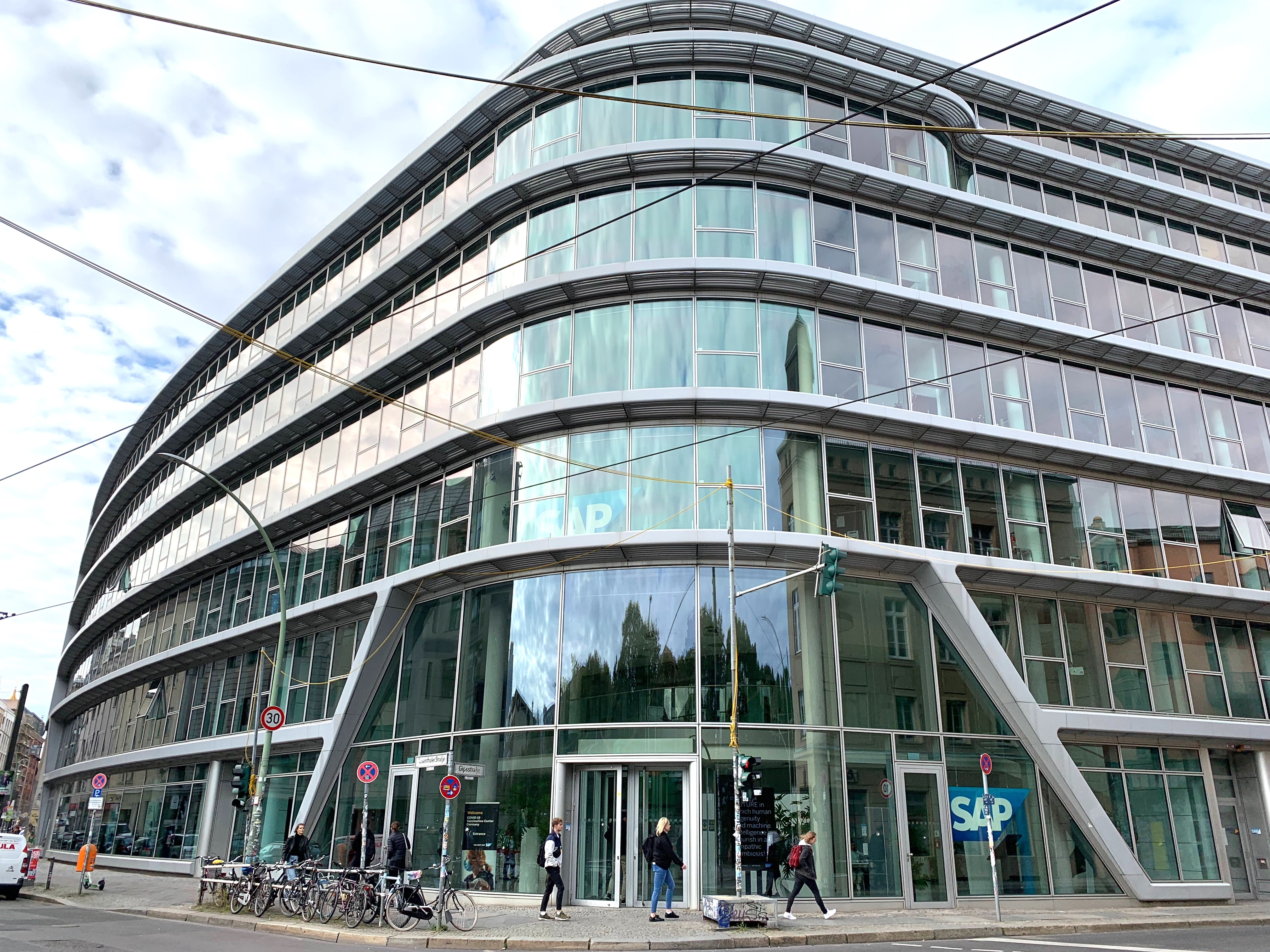
اس‌آپ
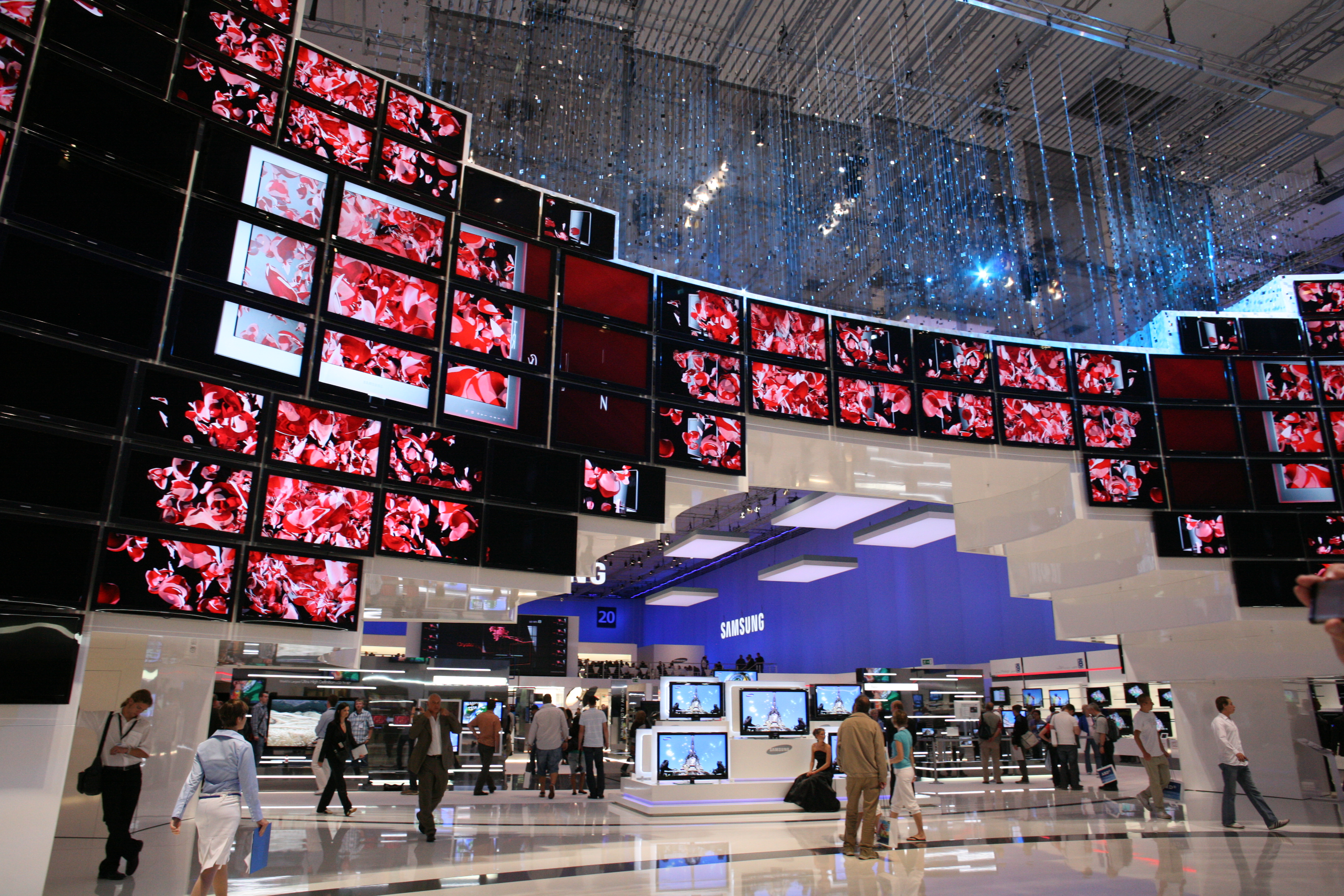
نمایشگاه ایفا
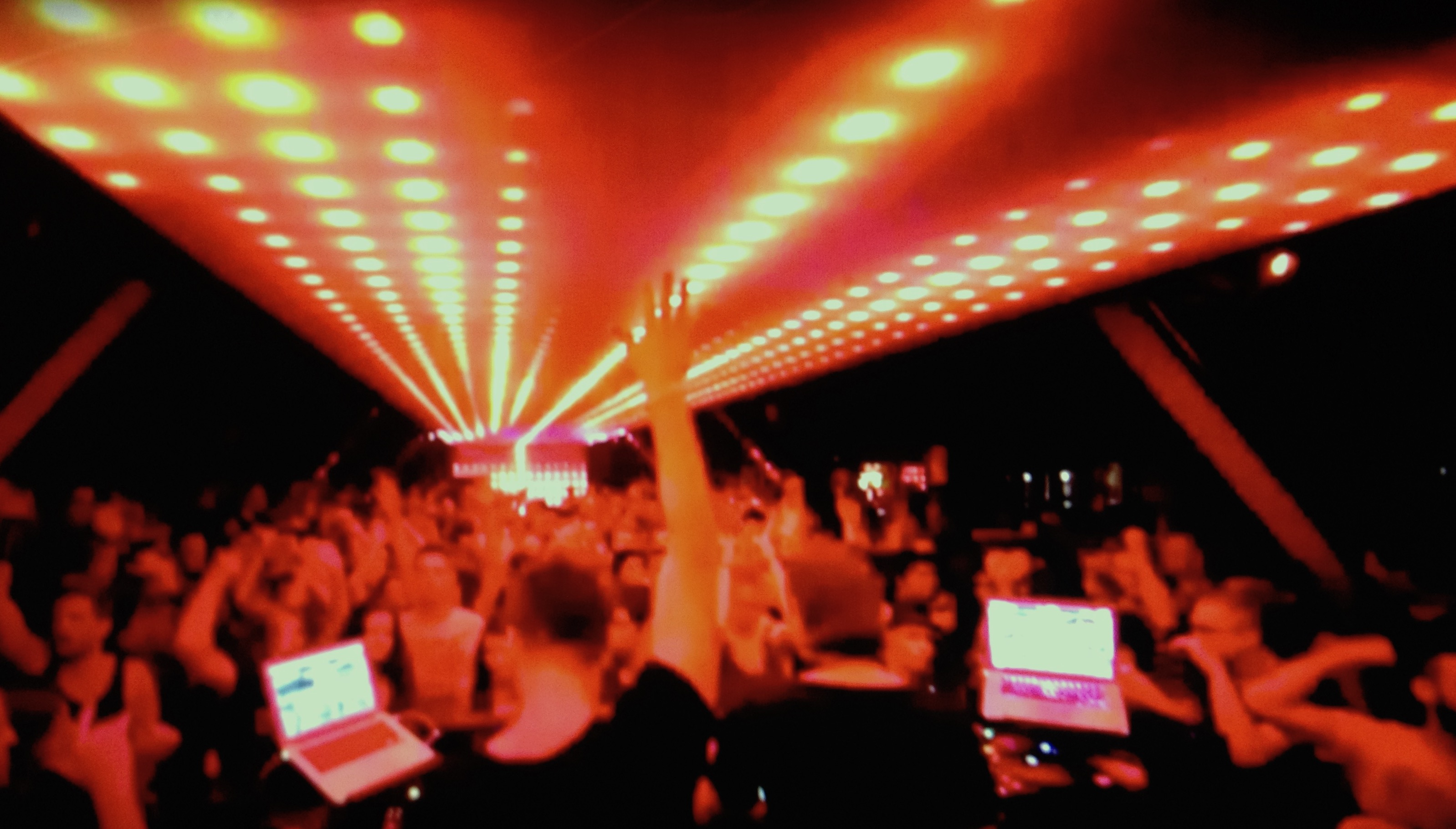
گردشگری

## جغرافیا
۲۴ درصد از مساحت شهر را جنگلها و دریاچه‌های زیبا پوشانده، دره رود اسپری که از شرق تا غرب امتداد دارد و به میزان ۱۹۷ کیلومتر در رودخانه‌ها و کانال‌هایی که قابل کشتیرانی، سهیم است. ۴۷ درصد از زمین‌های این شهر دارای کاربری‌های متفاوت است، ۸ درصد برای زیر سازه‌های ترافیکی در نظر گرفته شده و ۴۳ درصد برای فضای سبز و چشم‌اندازهای طبیعی مطرح است که از این میزان ۱۷ درصد آن به جنگل‌ها، ۱۲ درصد به پارک‌ها، ۷درصد به اراضی کشاورزی و ۷ درصد به دریاچه‌ها اختصاص دارد. ۲۰ درصد فضای باز نیز به عنوان زمین‌های جان پناه جهت بلایای طبیعی در اطراف شهر قرار دارد.

### نمای شهر

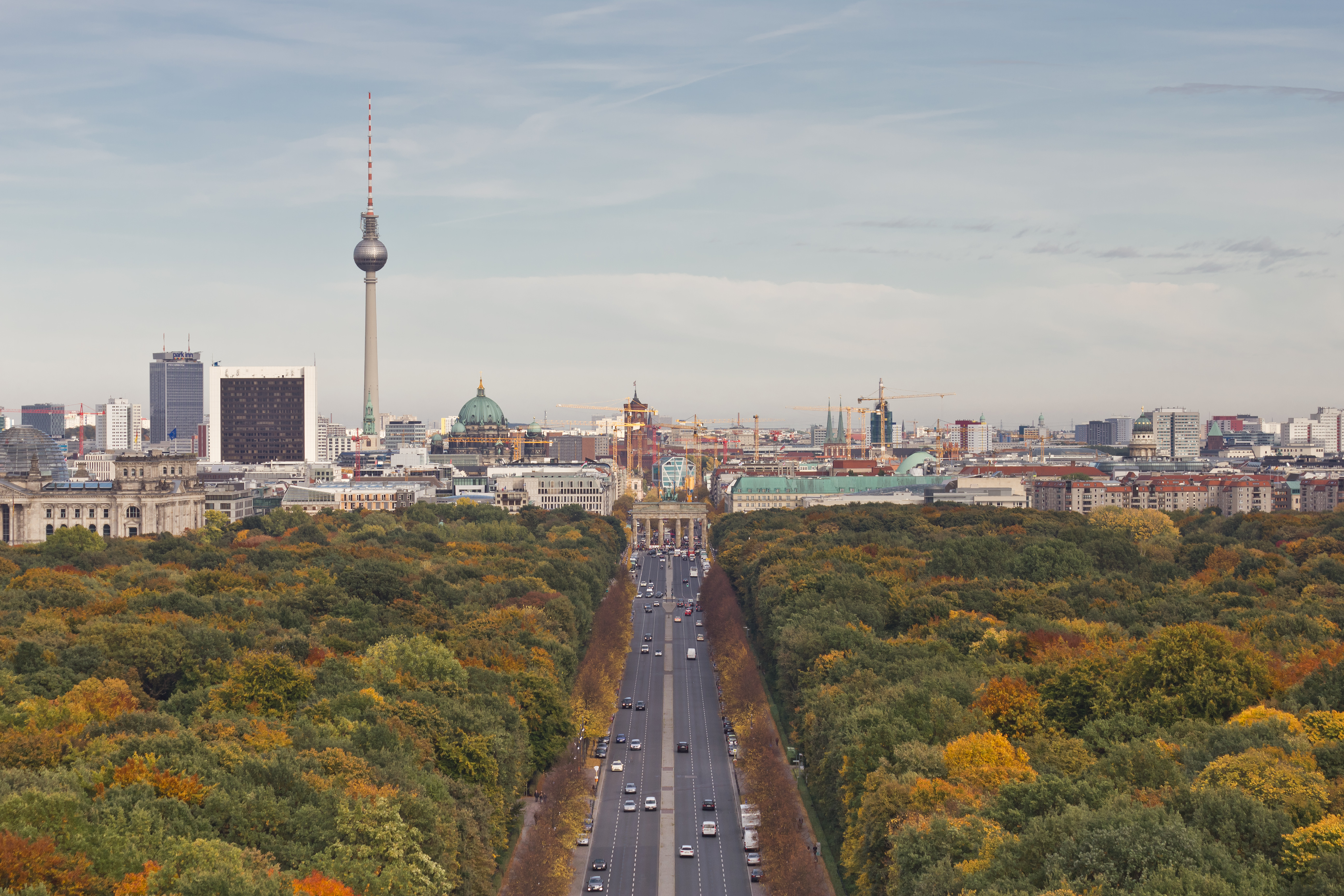
تیرگارتن (برلین)
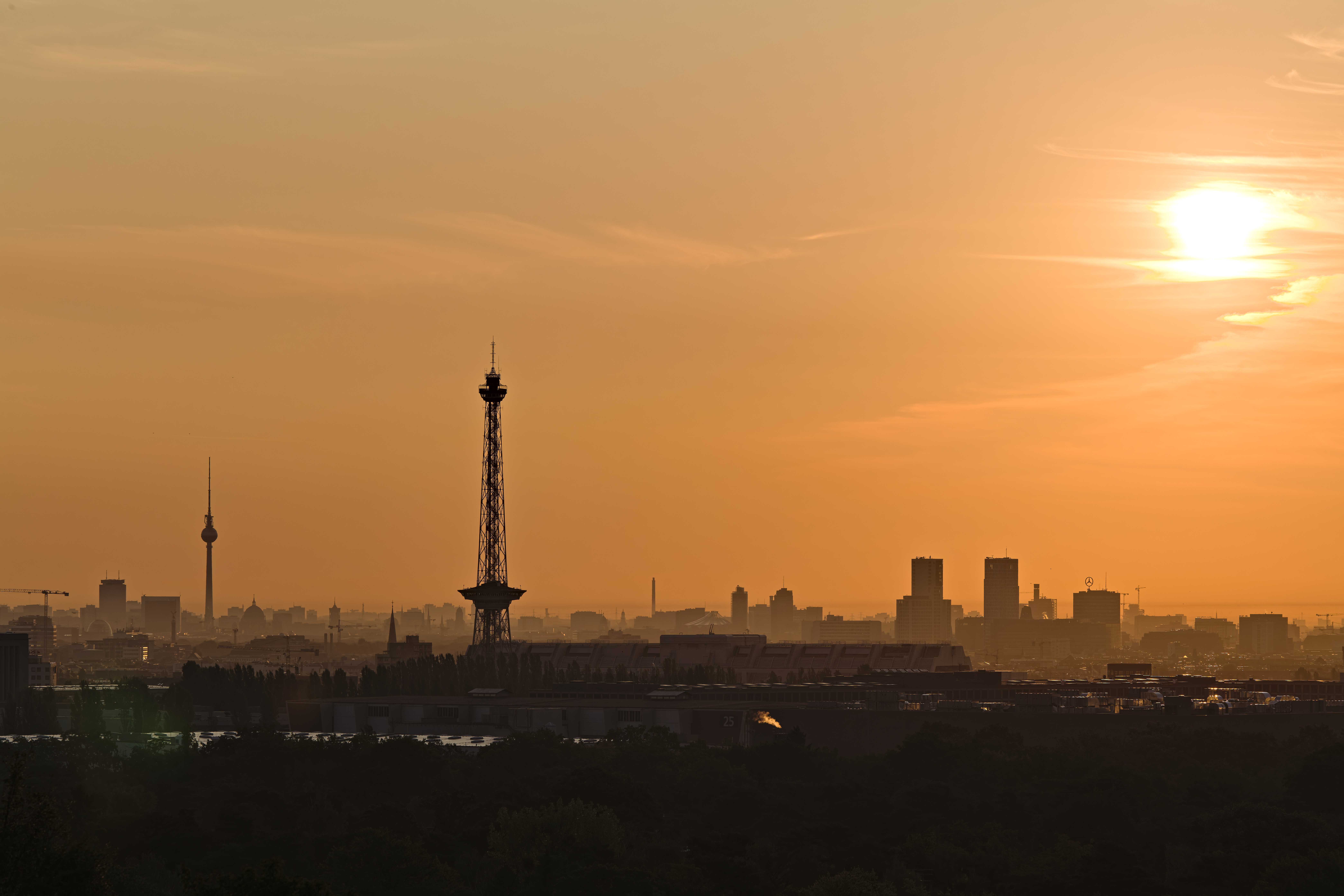

### معماری
بخشی از شهر که بناهای دولتی در آن واقع هستند، مانند رایشستاگ که مجلس فدرال آلمان در آن قرار دارد، دروازه براندنبورگ، یا میدان‌هایی چون بازار ژاندارمری، از جمله دیدنی‌های شهر برلین است که تاریخ معاصر آلمان در آن‌ها نوشته می‌شود. در میدان پوتسدام که در زمان جنگ سرد به آن «نوار مرگ» می‌گفتند، چندی است که ساختمان‌های بسیار مدرن و بلند و دیدنی بنا شده‌اند. میدان الکساندر، که در دورهٔ حکومت آلمان دموکراتیک میدان مرکز مرکزی برلین شرقی بود در سال‌های گذشته تغییرات اساسی کرده است.

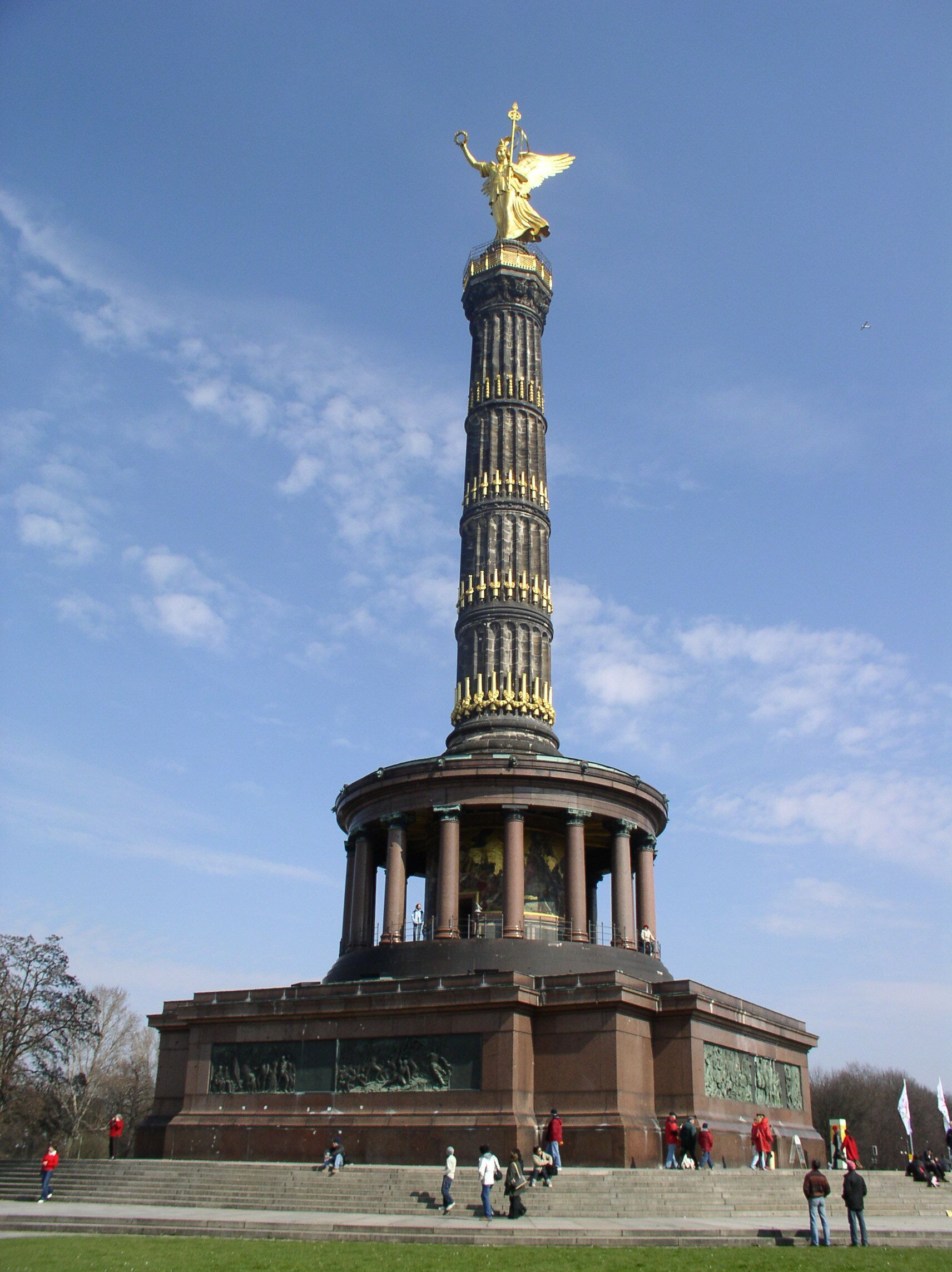
ستون پیروزی برلین
کاخ شارلوتنبورگ
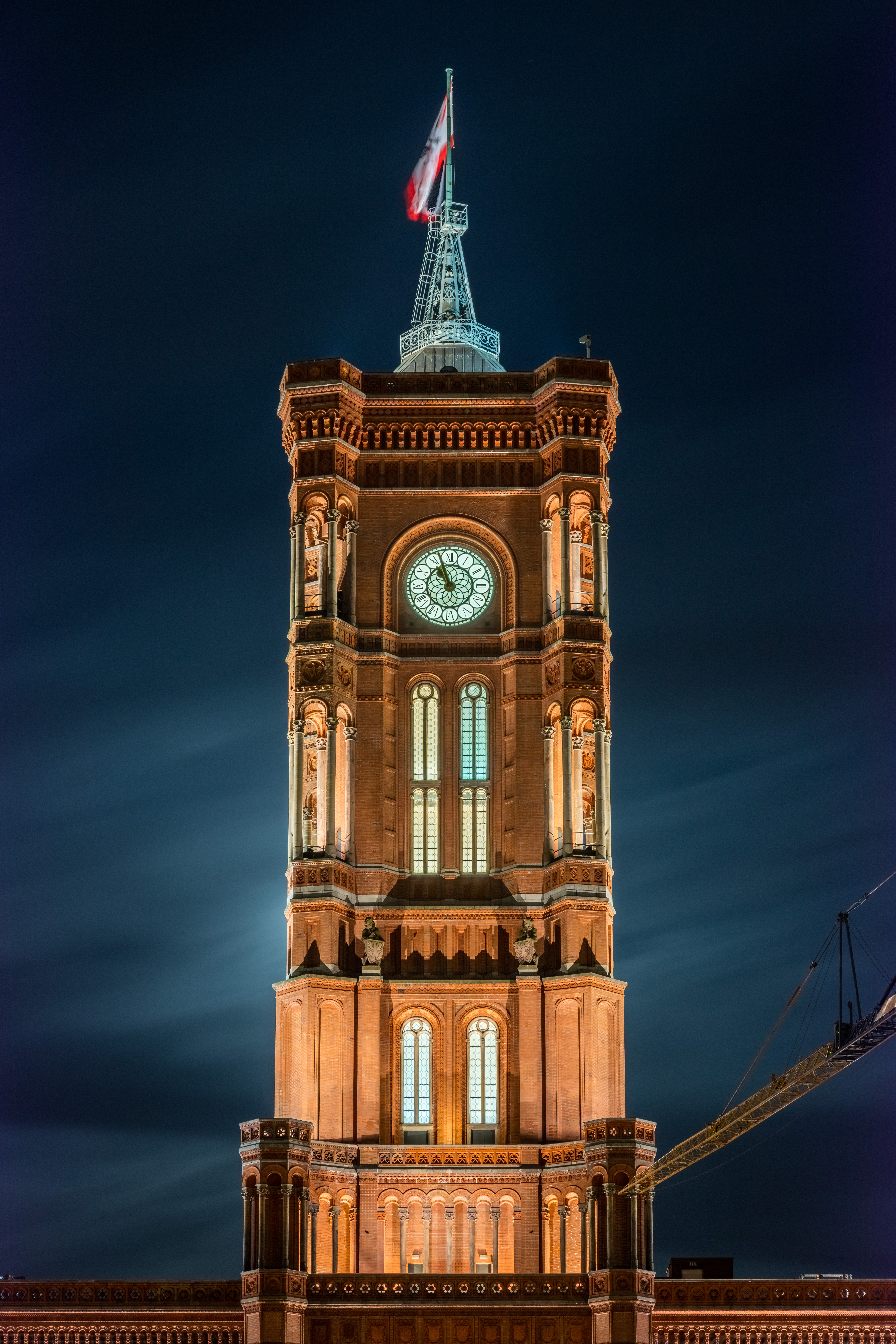
Rotes Rathaus
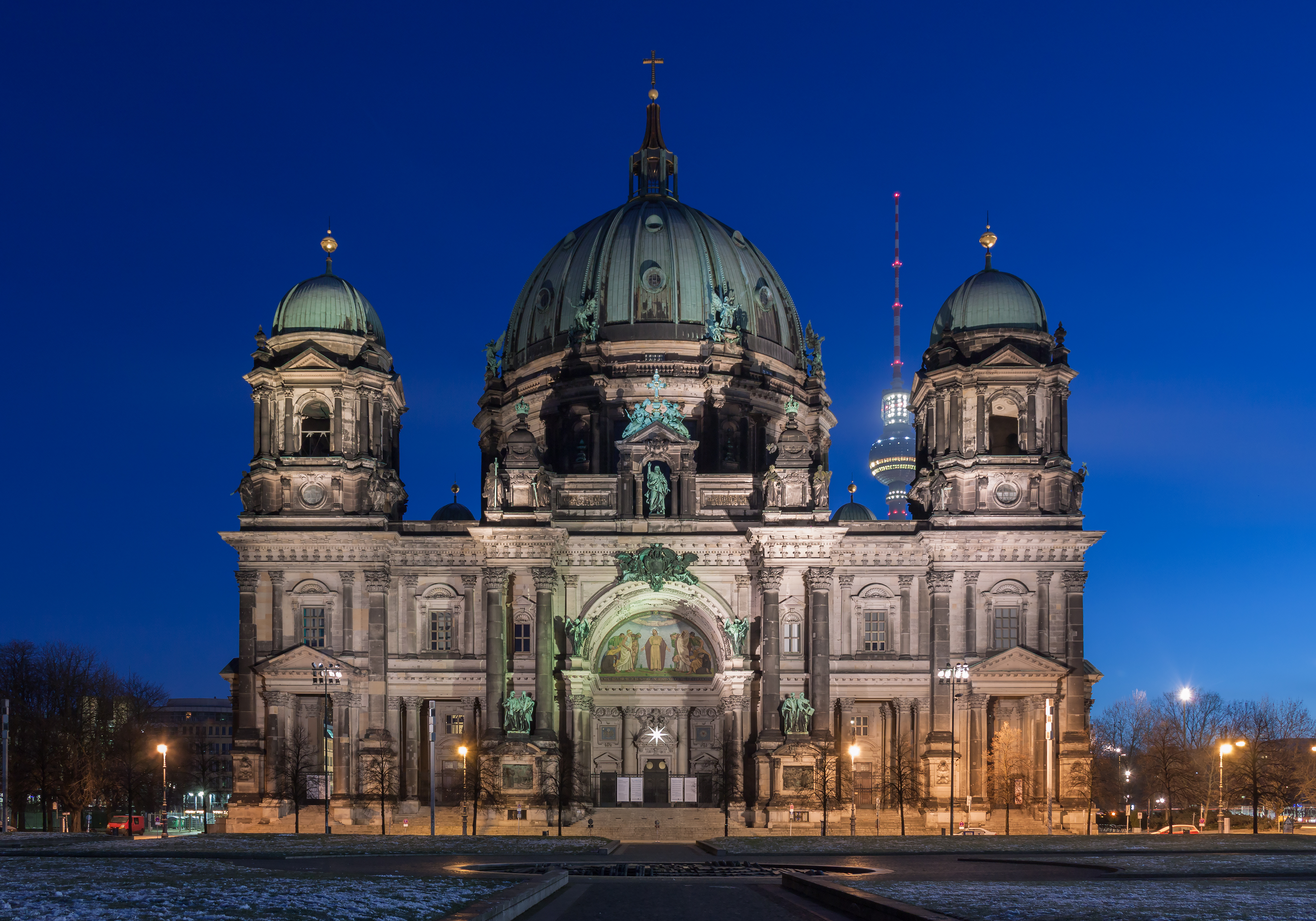
کلیسای جامع برلین
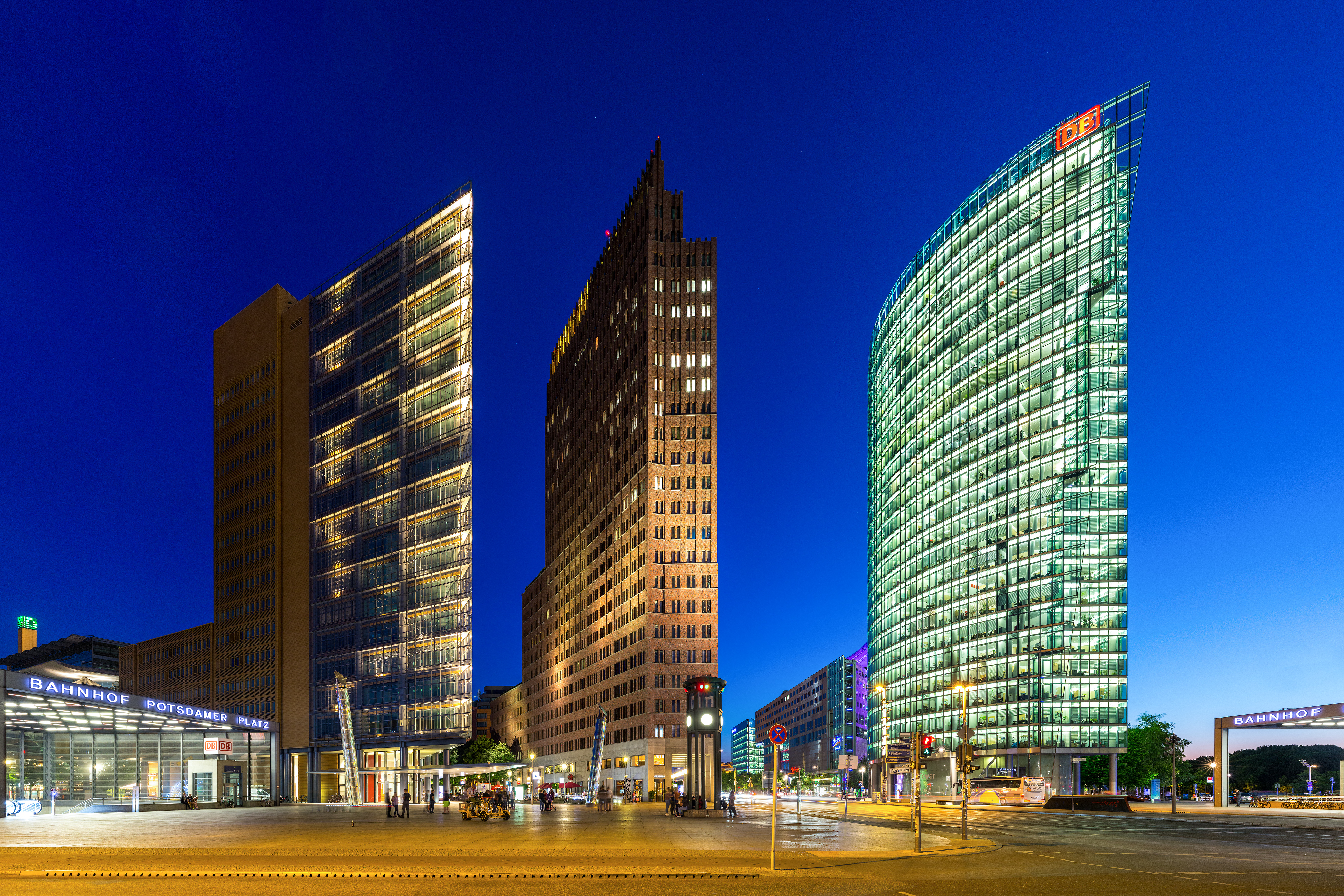
پوتسدامر پلاتس

## آموزش و پژوهش

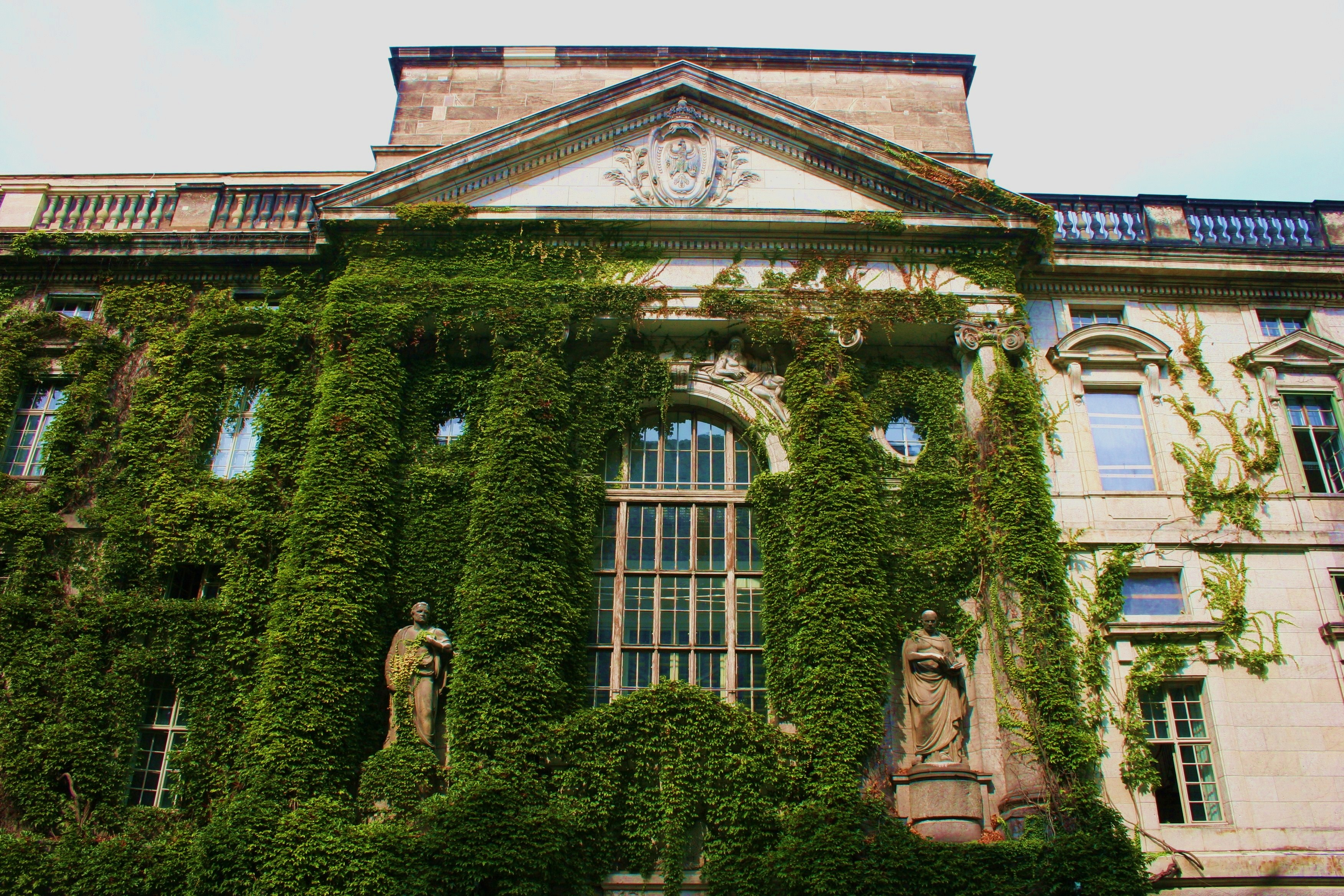
ساختمان اصلی کتابخانه دولتی برلین در میدان اونتر دن لیندن.
دانشگاه هومبولت برلین
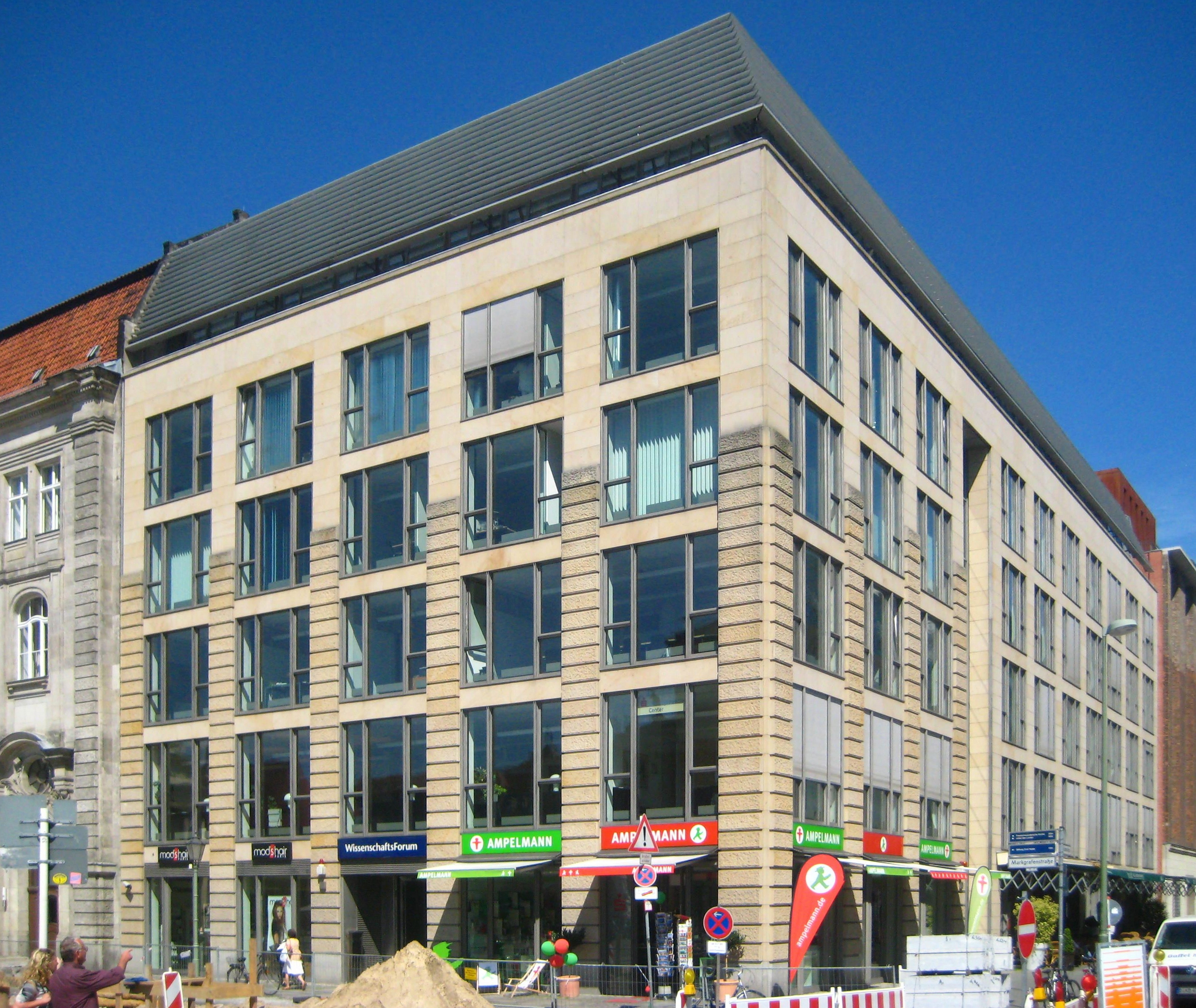
انجمن ماکس پلانک
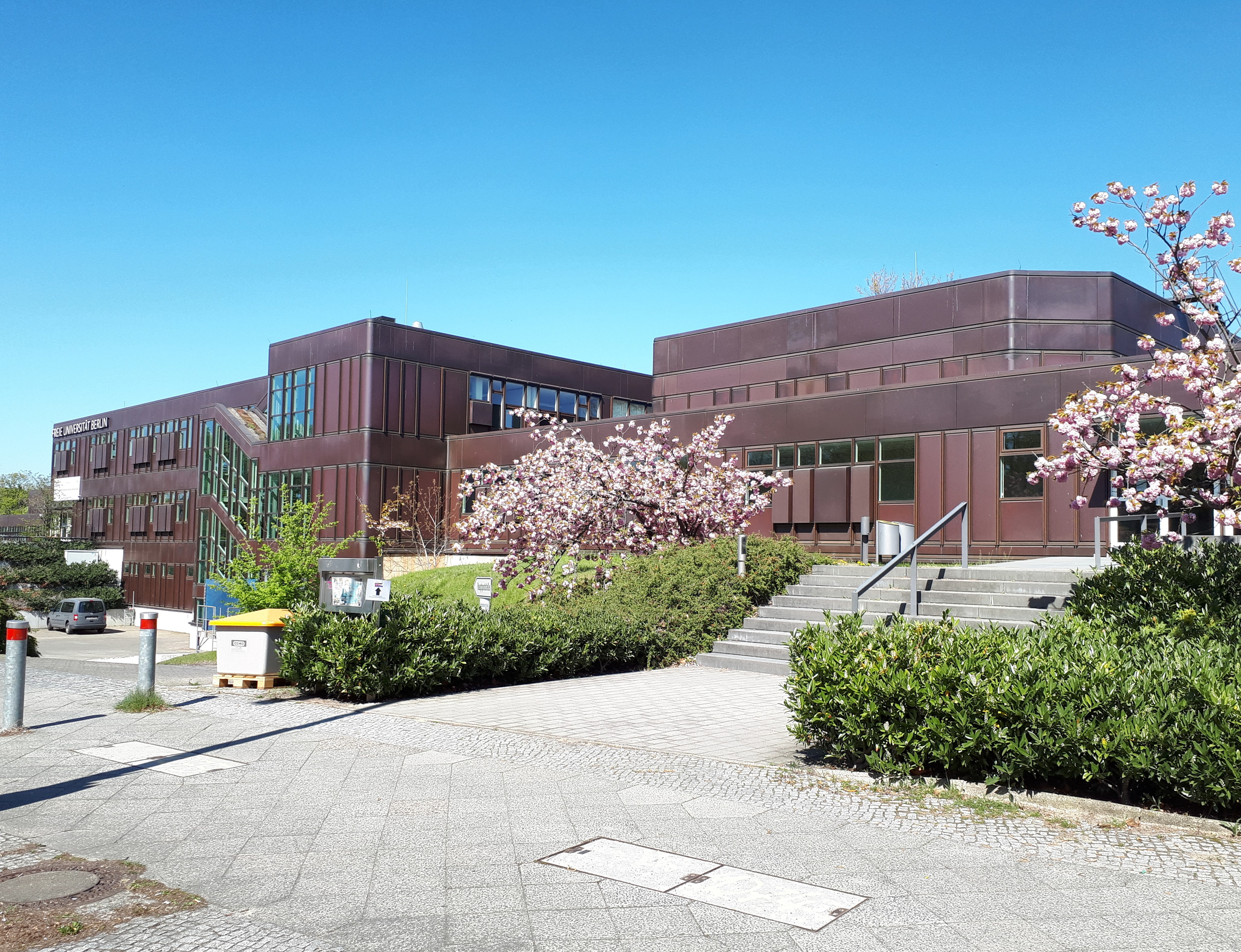
دانشگاه آزاد برلین

## فرهنگ

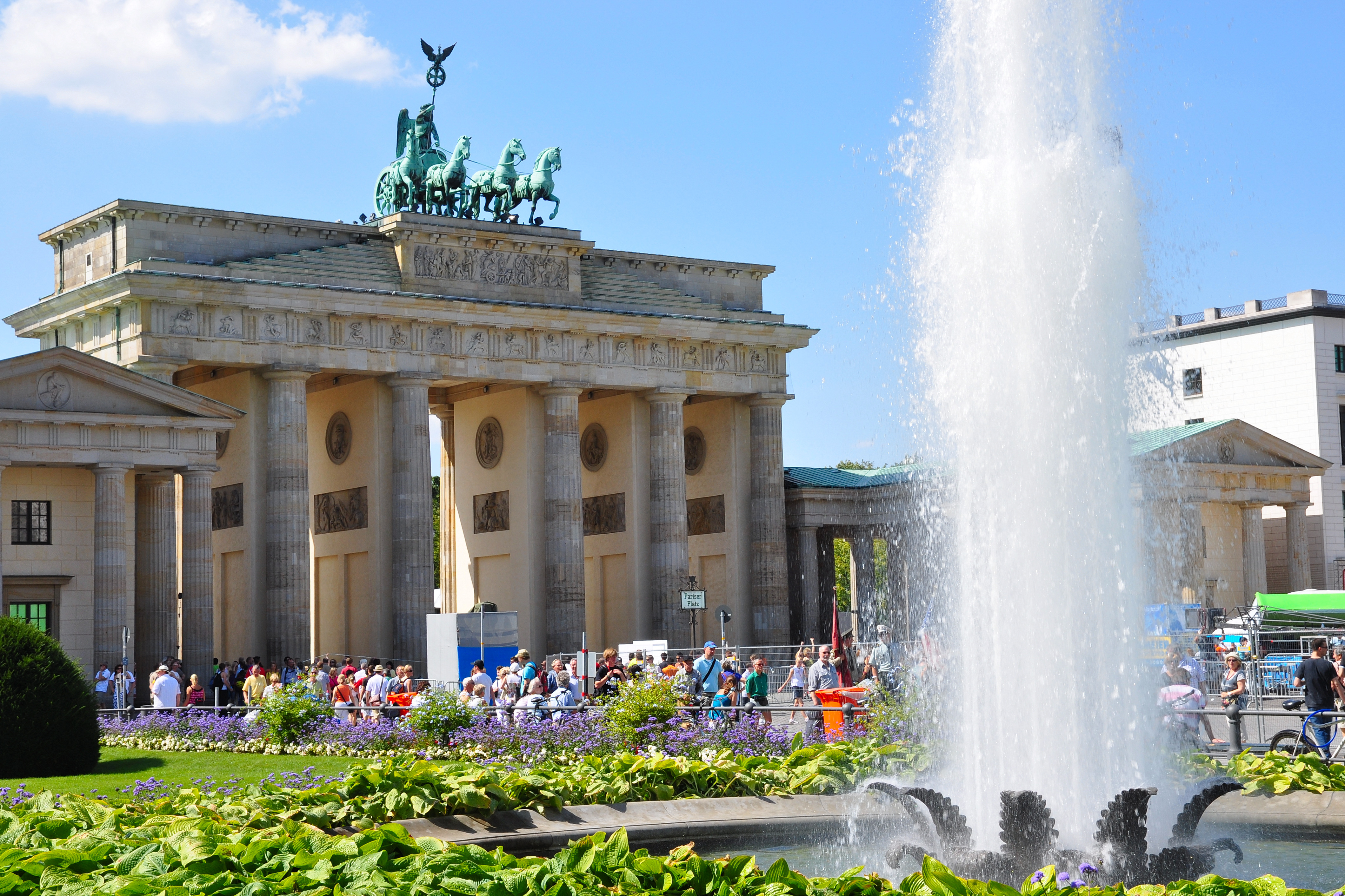
دروازه براندنبورگر از نمادهای برلین

برلین، بزرگ‌ترین و از نظر تاریخی مهم‌ترین ایالت آلمان است. جاذبه‌های تاریخی و فرهنگی این شهر، برلین را به عنوان یکی از مراکز فرهنگی جهان تبدیل کرده است. برلین در سده ۱۸ میلادی، به عنوان پایتخت پروس، قلب روشنگری بود. امروز نیز برلین، یکی از شهرهای مهم اروپاست.
برلین با شاخصه‌های تاریخی‌اش، شب‌های زنده، بسیاری از کلاب‌ها و کافه‌ها و بارها، موزه‌ها، قصرها و هنرهای خیابانی‌اش شناخته شده است.

### جشنواره فیلم برلین (برلیناله)

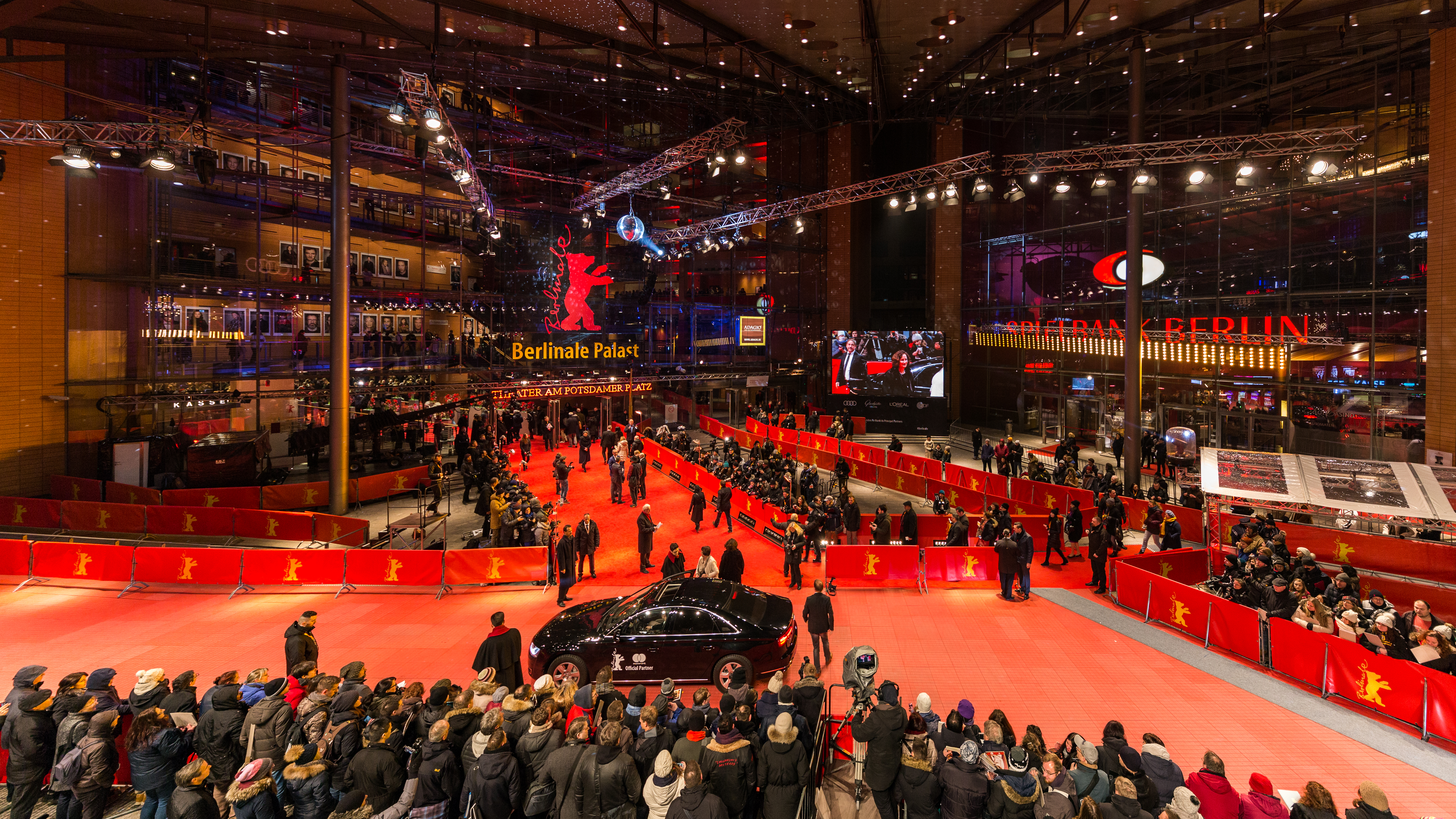
جشنواره فیلم برلین

شهر برلین در ماه فوریه هر سال، میزبان جشنواره بین‌المللی فیلم برلین یا برلیناله (به آلمانی: Berlinale) است. برلیناله یکی از رویدادهای مهم سینمایی جهان به‌شمار می‌آید. برلیناله نخستین بار در سال ۱۹۵۱ با نمایش فیلم ربکا، ساخته آلفرد هیچکاک گشایش یافت.
جشنواره فیلم برلین در کنار جشنواره فیلم ونیز و جشنواره فیلم کن، مهم‌ترین رویداد سینمایی اروپا به‌شمار می‌رود. این جشنواره هر ساله جایزه خرس طلایی و خرس نقره‌ای را به برگزیدگان بخش اصلی اهدا می‌کند. خرس به‌عنوان نمادی از شهر برلین شناخته می‌شود. در بخش‌های چندگانهٔ این فستیوال، مسابقه - پانوراما - فُروم - نسل - پرسپکتیو کینو آلمان - برلیناله کوتاه و چشم‌اندازی به گذشته، حدود ۴۰۰ فیلم به نمایش در می‌آیند. رئیس این جشنواره از سال ۲۰۰۱ تا ۲۰۱۹ دیتر کاسلیک بود و از سال ۲۰۲۰ ماریته ریسنبیک مدیریت اجرایی و کارلو چاتریان مدیریت هنری این جشنواره را برعهده دارند.
در سال ۲۰۱۹، ۳۳۱ هزار و ۶۳۷ بلیت سینما برای برلیناله فروخته شده است.

### زندگی شبانه
برلین یکی از جذاب‌ترین شهرهای جهان برای شب‌زنده‌داری است. هم‌اکنون قسمت‌های شرقی شهر برلین از لحاظ تفریح شبانه معروف هستند.

### ورزش

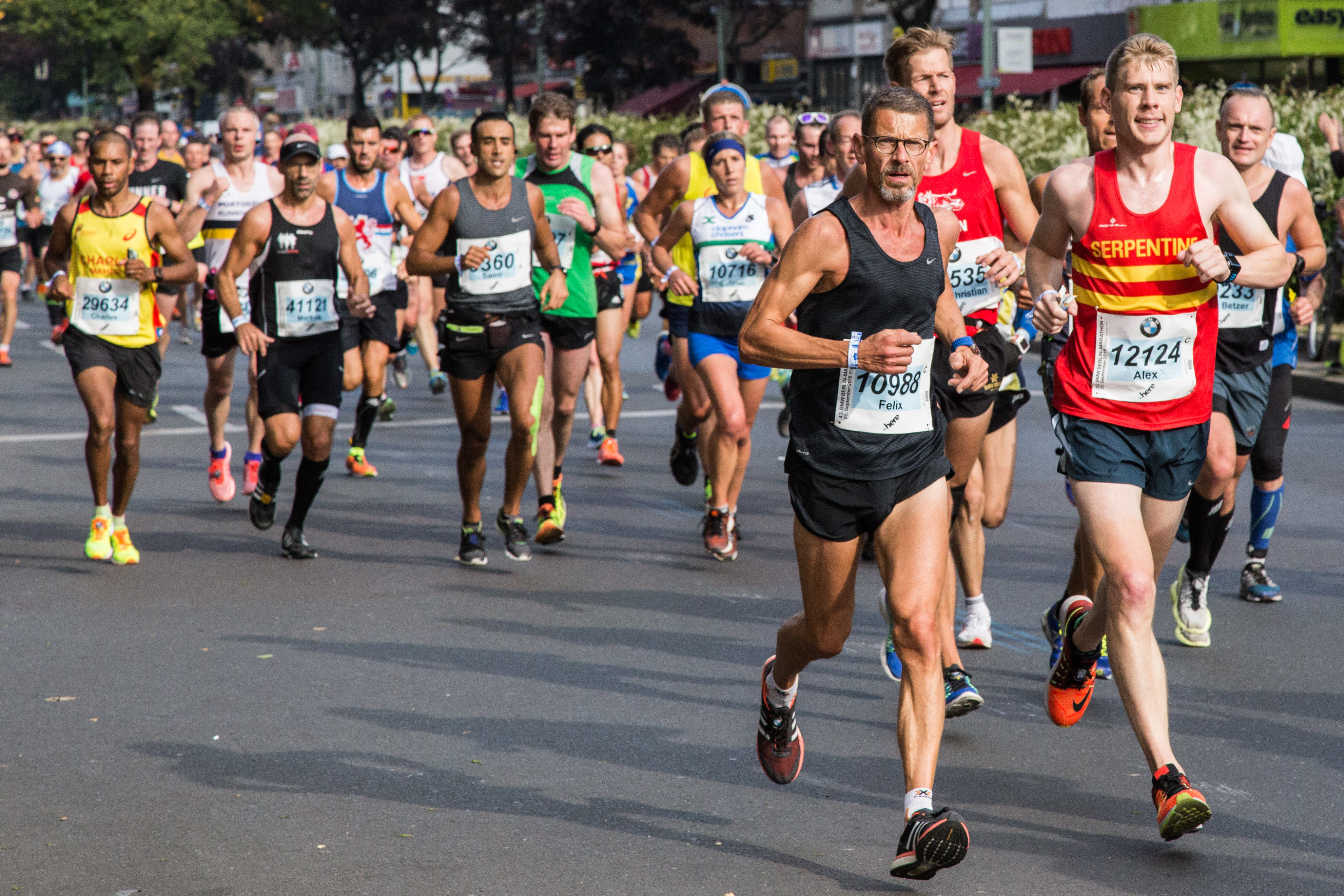
ماراتن برلین
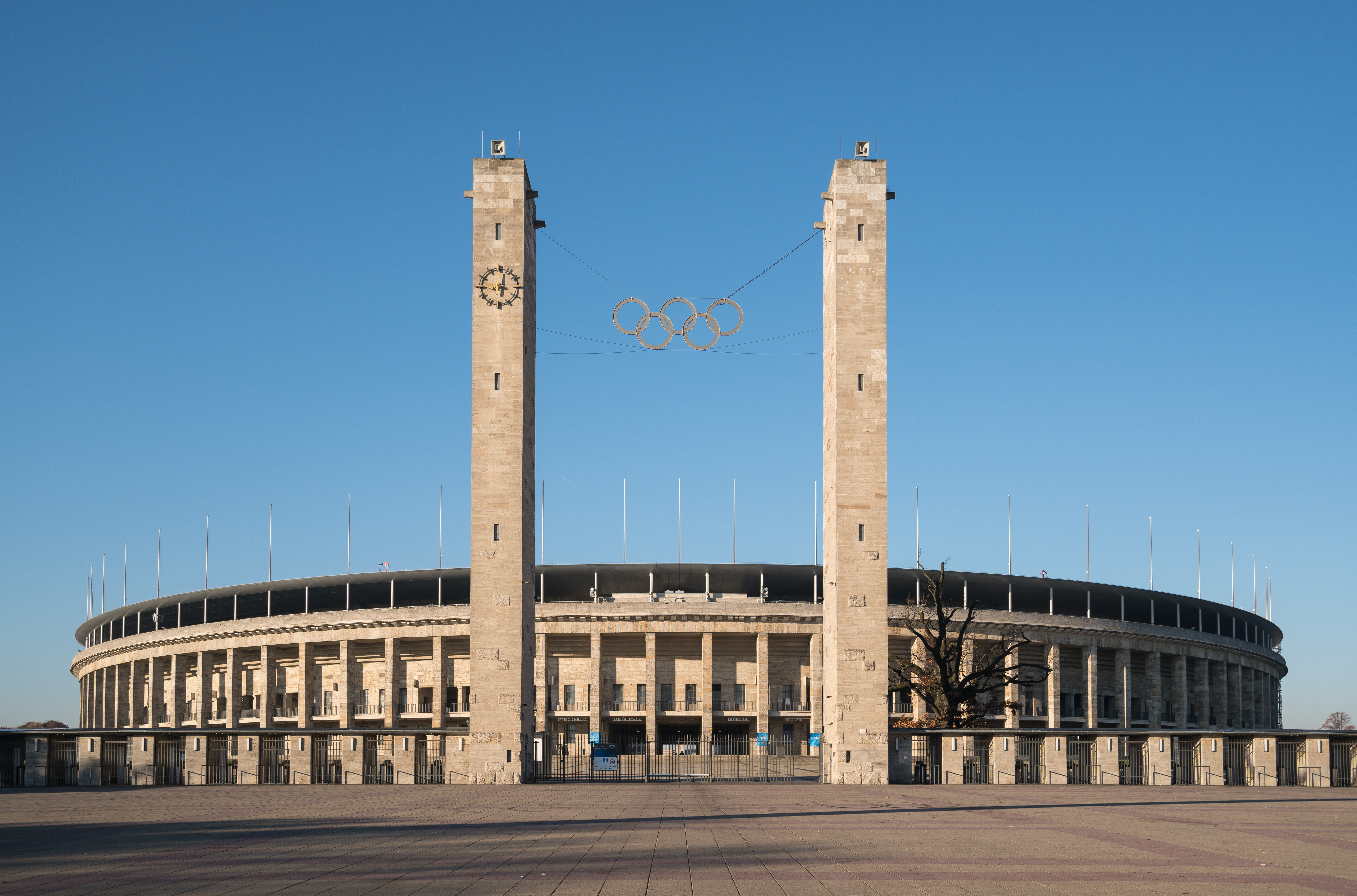
ورزشگاه المپیک برلین
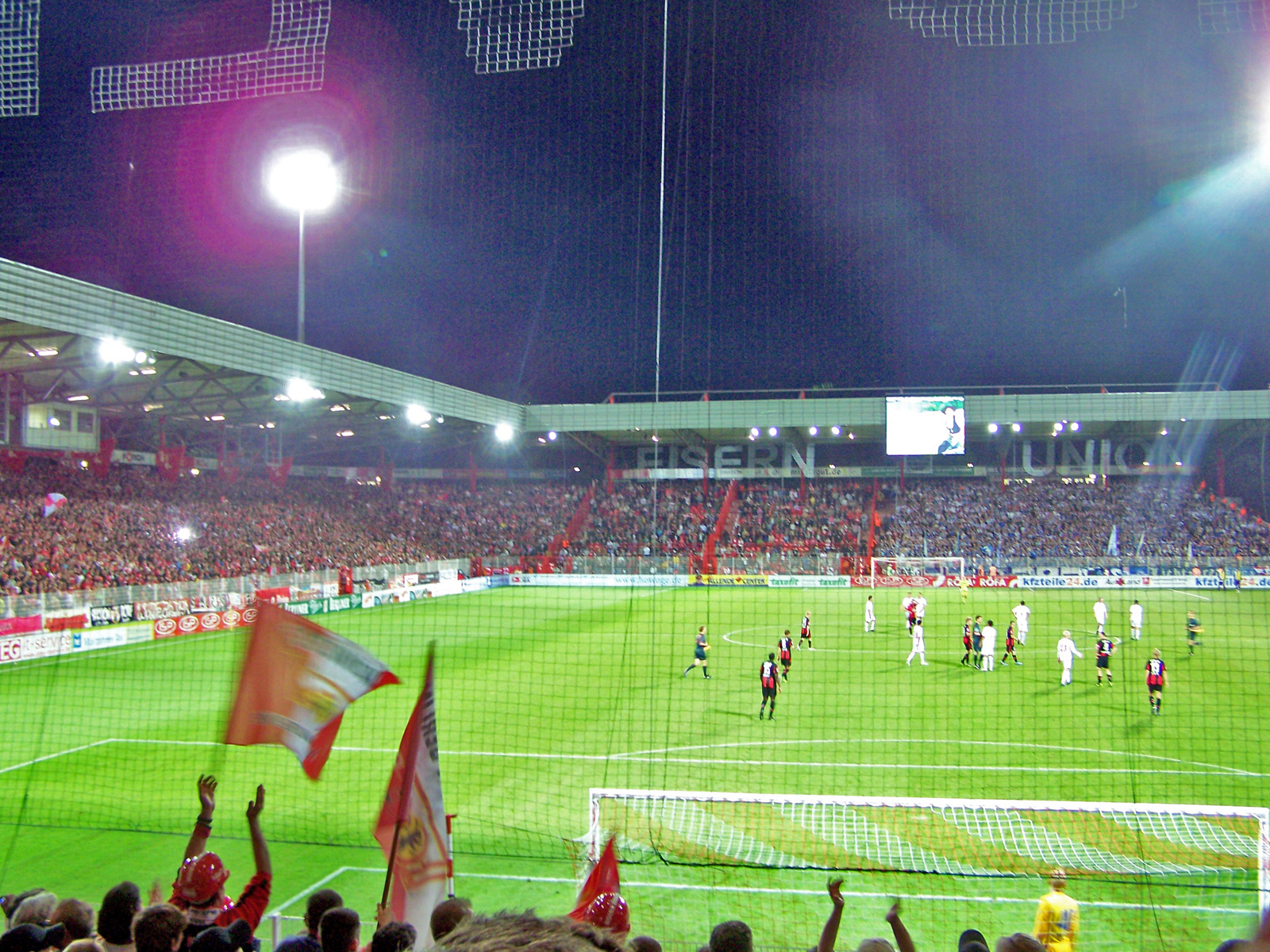
باشگاه فوتبال یونیون برلین
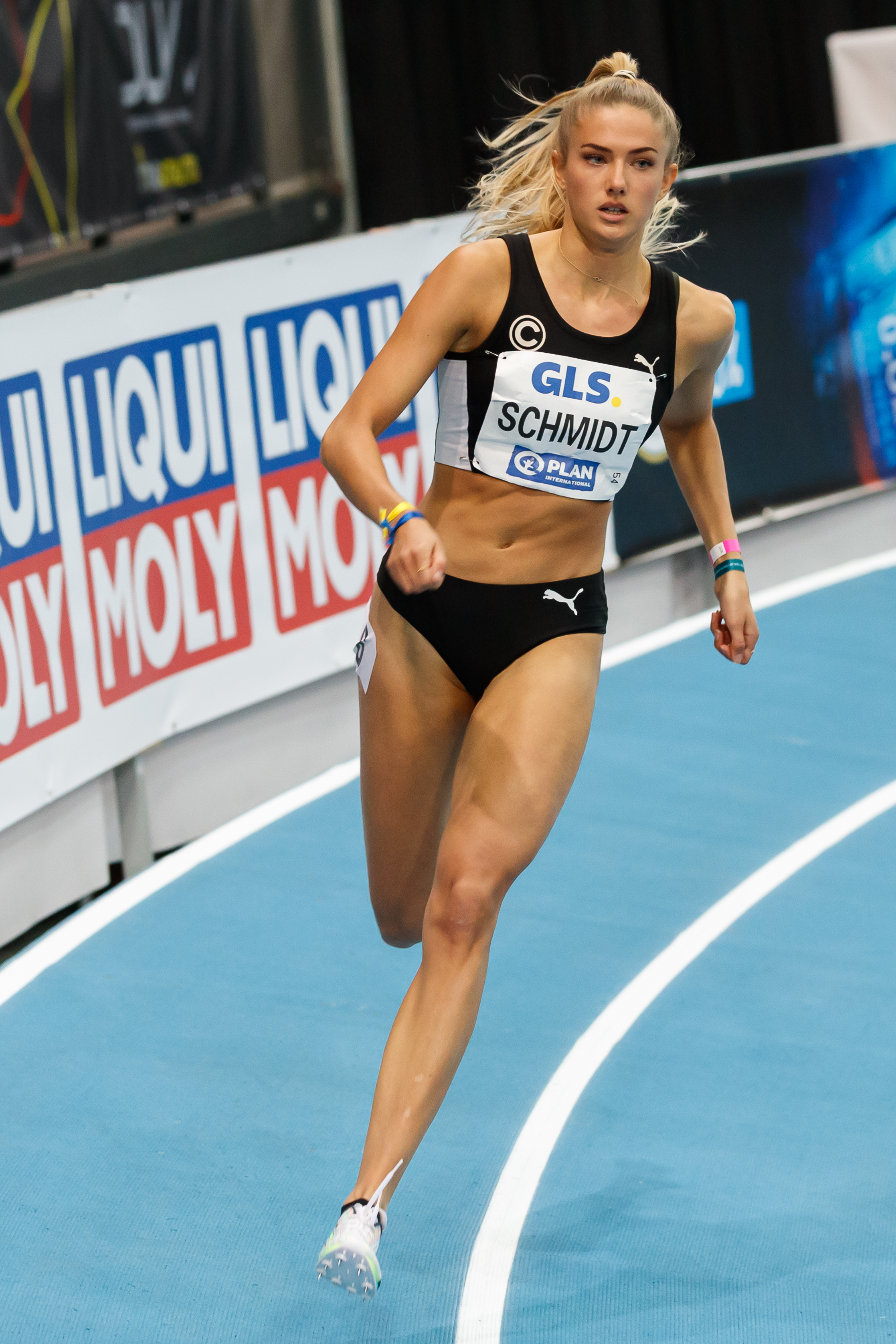
باشگاه شارلوتنبرگ برلین

## ترابری
ایستگاه راه‌آهن مرکزی برلین یکی از بزرگ‌ترین و مهم‌ترین ایستگاه‌های راه‌آهن در اروپا محسوب می‌شود و علاوه‌بر سرویس‌دهی به شهرهای مهم آلمان، قطار به مقصدهای بین‌اللملی همچون وین، پراگ، زوریخ، ورشو، بوداپست و آمستردام دارد.
ترابری داخلی در شهر برلین به صورت گسترده‌ای در دسترس است، متروی برلین در سال ۱۹۰۲ تأسیس شده و هم‌اکنون دارای ۱۰ خط و ۱۷۰ ایستگاه می‌باشد. این مترو از قدیمی‌ترین متروهای جهان محسوب می‌شود. همچنین اس-بان برلین یا قطار حومه برلین با ۱۵ خط و ۱۶۶ ایستگاه شهرها و مناطق اطراف این شهر را پوشش می‌دهد. تراموا برلین نیز با ۲۲ خط جابه‌جایی مسافرین در سراسر این شهر را انجام می‌دهد.
ترابری عمومی یکی از مهم‌ترین راه‌های ترابری در برلین به‌شمار می‌آید و در این راستا حکومت فدرال برلین تصمیم دارد تا ۲۰۳۵ سالانه نزدیک به ۲ میلیارد یورو جهت توسعه زیرساخت‌های ترابری عمومی سرمایه‌گذاری کند. همچنین تشویق مردم به استفاده بیشتر از ترابری عمومی هم دیگر برنامه این شهر است، تا جایی که دولت و پارلمان در حال بررسی اجرای طرح ترابری رایگان برای ساکنان برلین یا بلیت یک یورویی برای همهٔ مسیرها هستند.

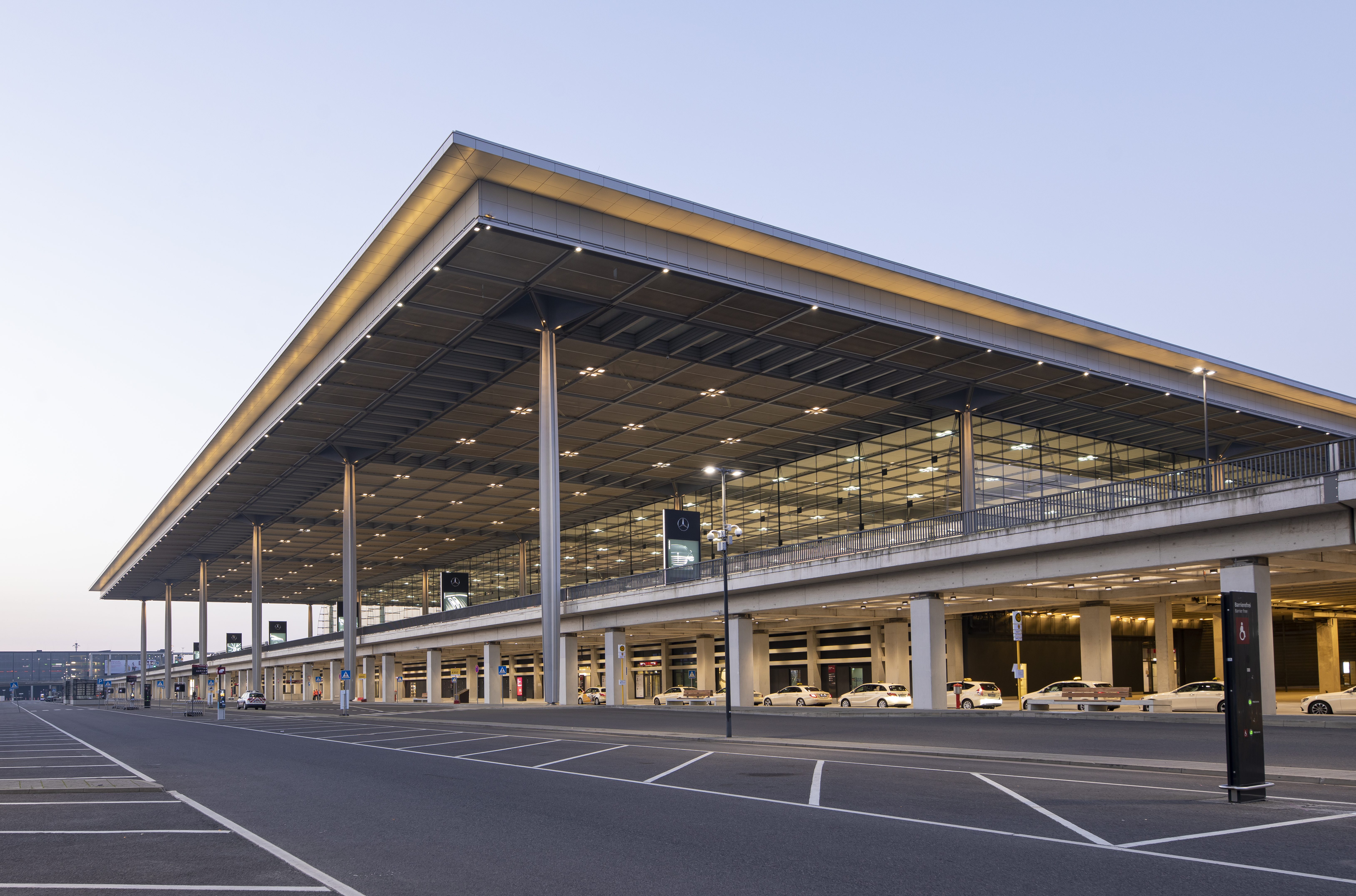
فرودگاه برلین براندنبورگ
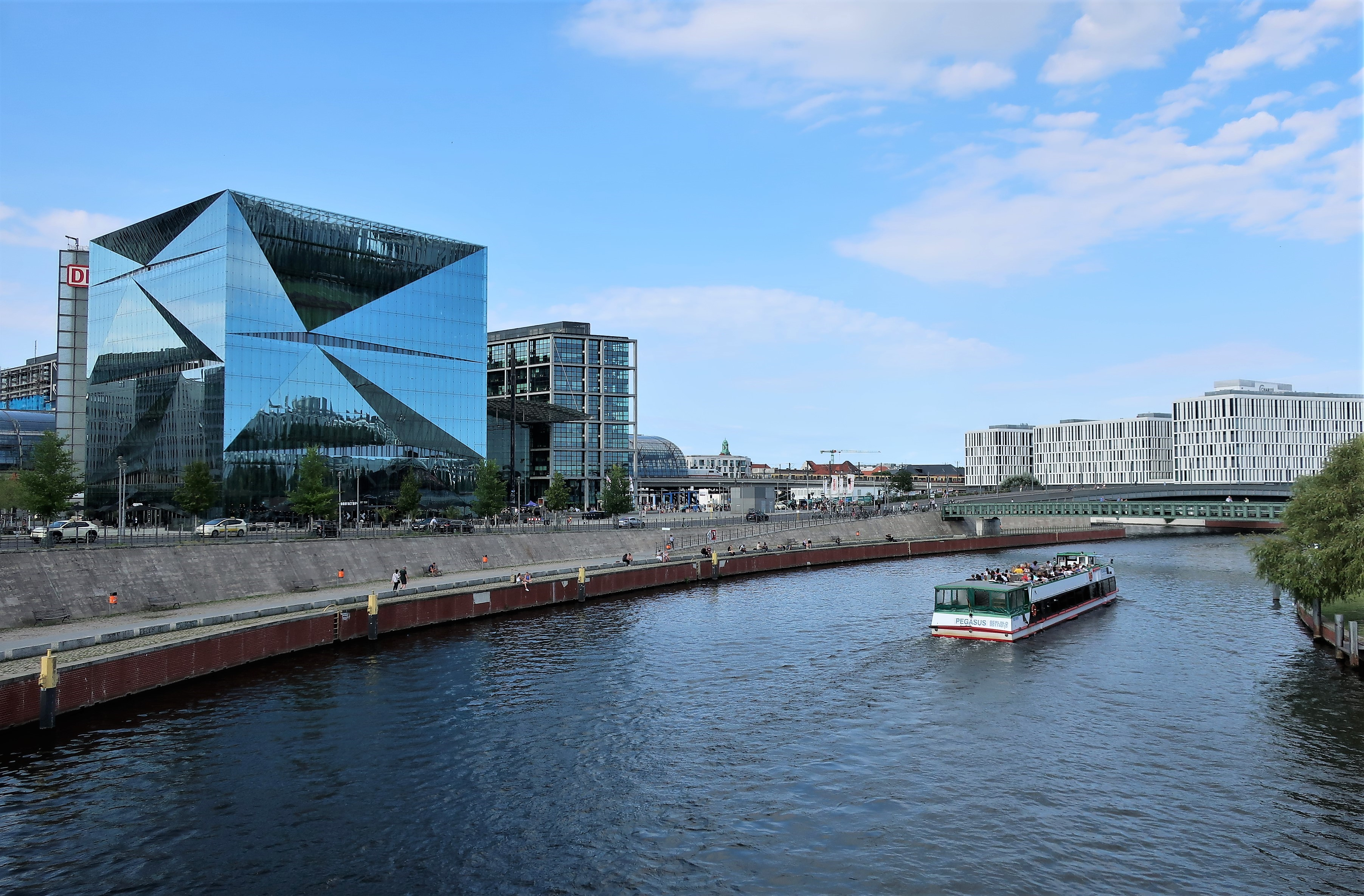
ایستگاه مرکزی قطار برلین
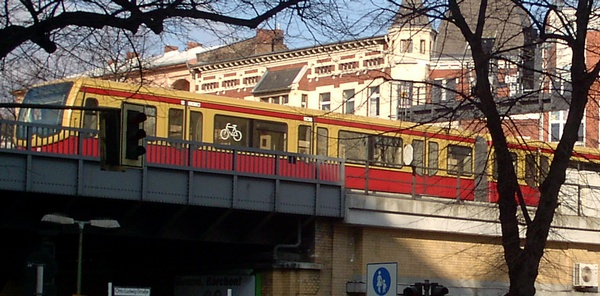
یکی از شیوه‌های ترابری در برلین

## افراد مشهور
| - فریدریش دوم، پادشاه پروس - الکساندر فون هومبولت - هرمان فون هلمهولتز - پاول هایزه - ماکس لیبرمان - گئورگ زیمل - کورت توخولسکی | - والتر بنیامین - مارلنه دیتریش - لنی ریفنشتال - کنراد تسوزه - هلموت نیوتن - گوتز جرج - یوخن شومان | - نینا هاگن - توماس هسلر - مارتینا هیل - ژروم بواتنگ - رامشتاین |

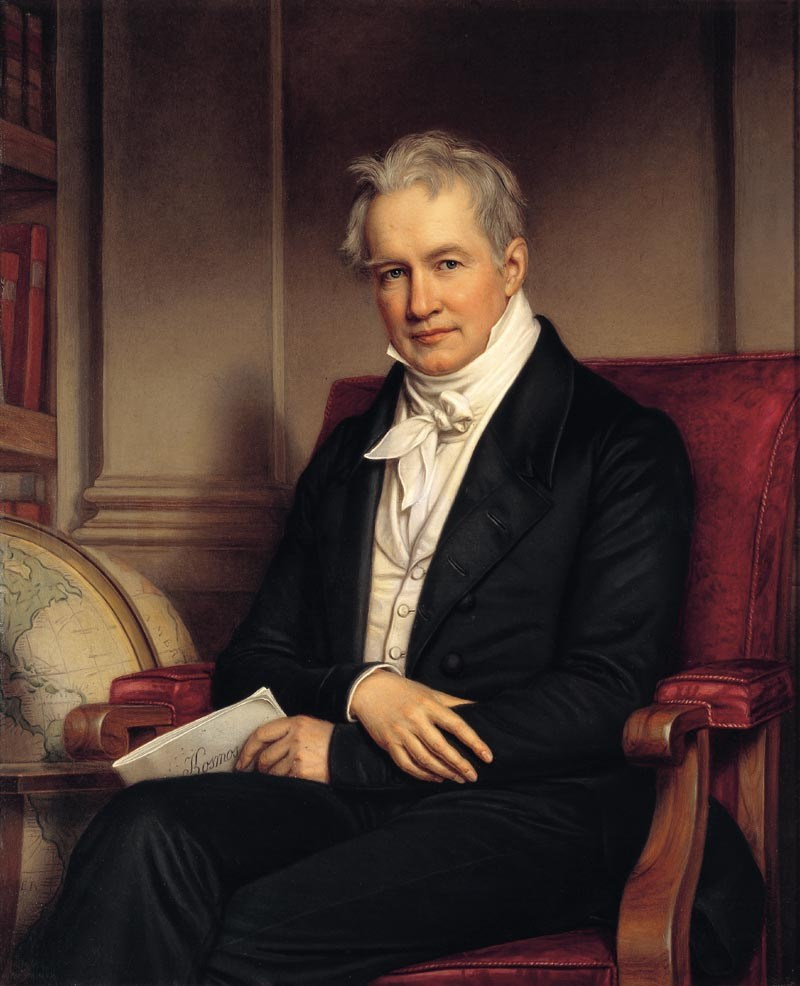
الکساندر فون هومبولت
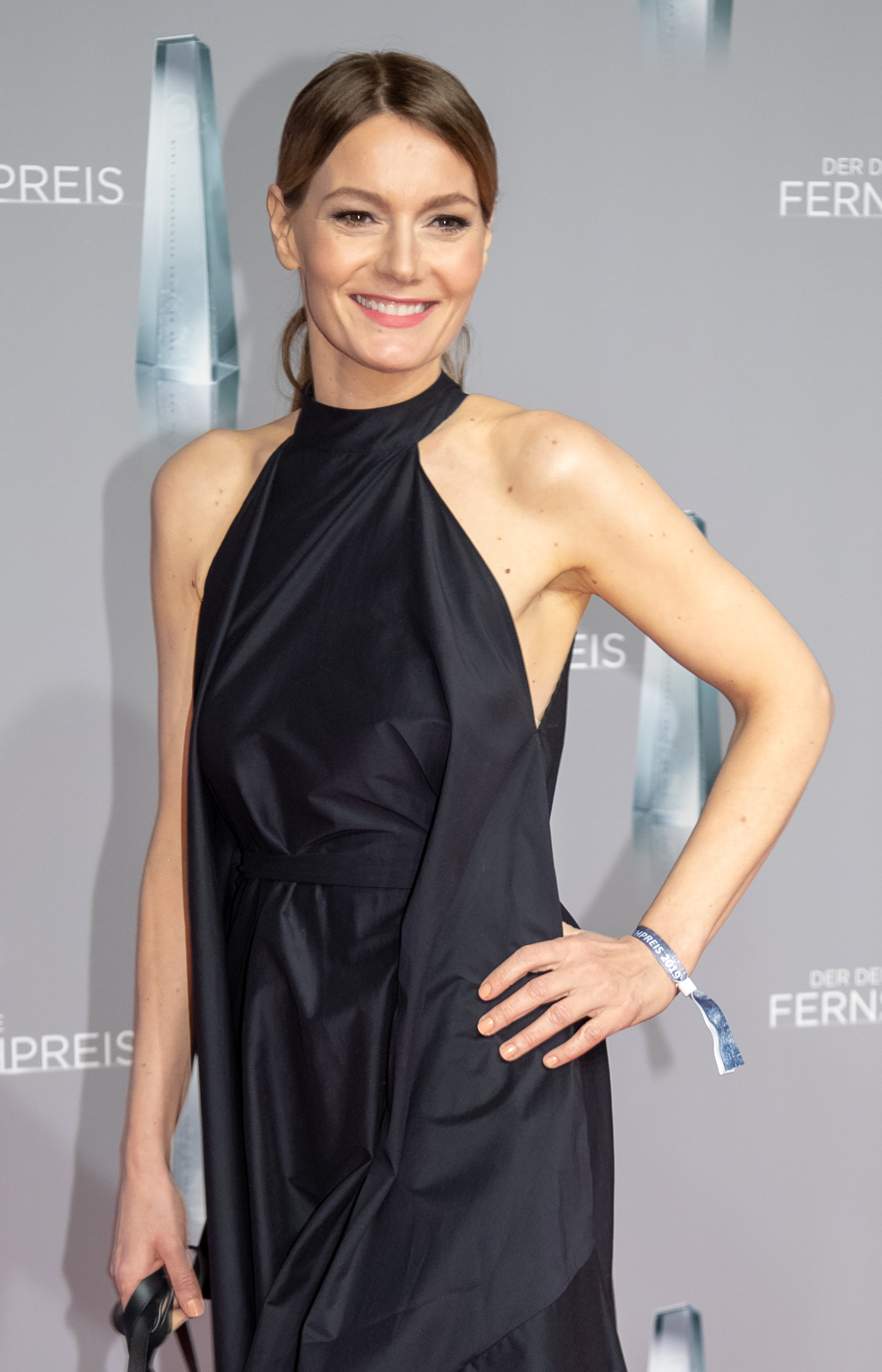
مارتینا هیل
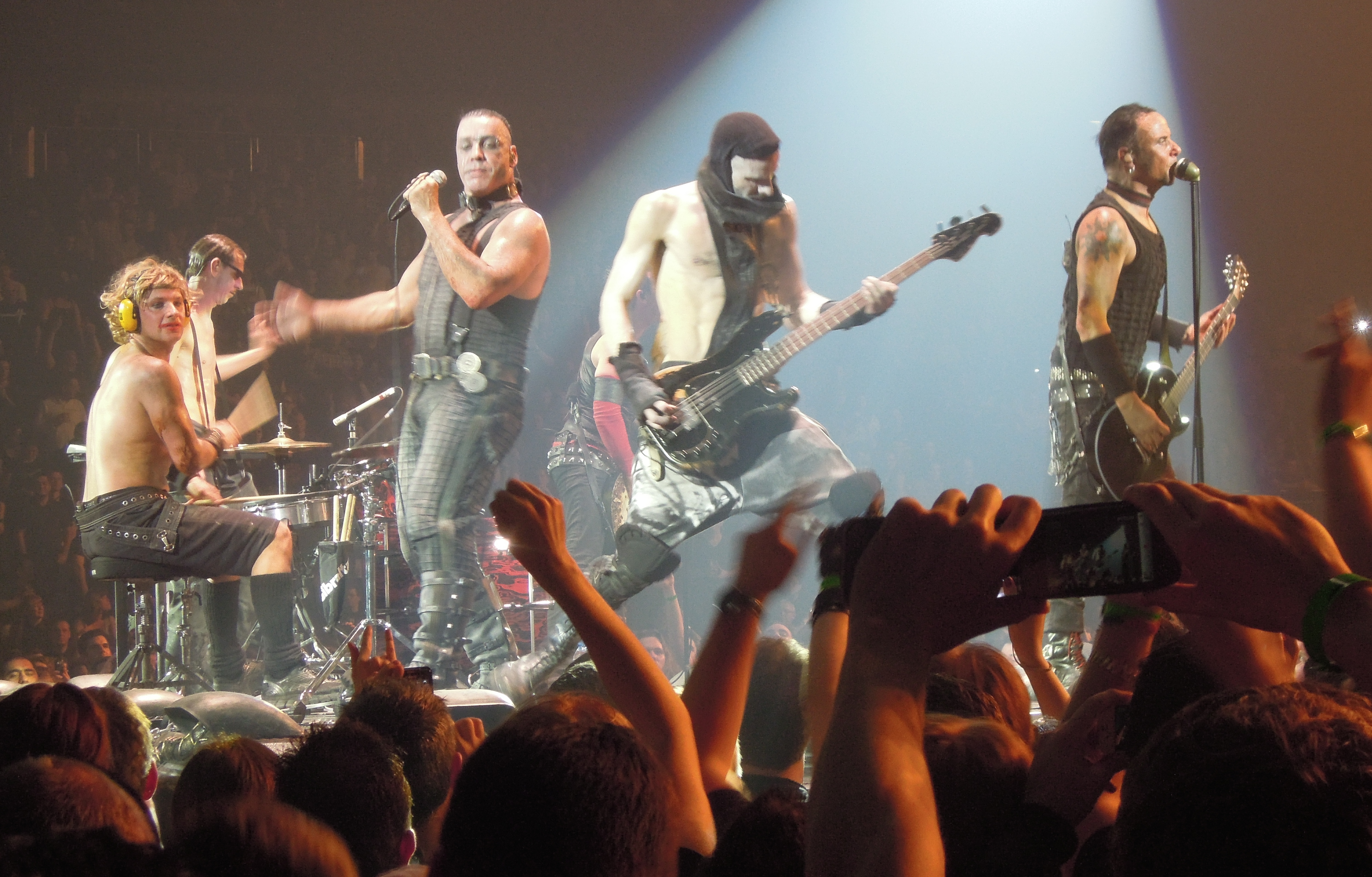
رامشتاین